# Histoire de la Catalogne
 (janvier 2023).
Si vous disposez d'ouvrages ou d'articles de référence ou si vous connaissez des sites web de qualité traitant du thème abordé ici, merci de compléter l'article en donnant les références utiles à sa vérifiabilité et en les liant à la section « Notes et références ».

La principauté de Catalogne en 1608.

Le territoire actuel de la Catalogne a été articulé politiquement à travers les comtés établis par l'Empire carolingien entre le IXe siècle et le XIIe siècle sous l'autorité de la maison de Barcelone. Au Xe siècle, le comté de Barcelone est devenu progressivement indépendant de la domination franque. En 1137, Raimond-Bérenger IV, comte de Barcelone fiancé à l'héritière du royaume d'Aragon, Pétronille, établissant l'union dynastique de Barcelone avec Aragon, la couronne d'Aragon, tandis que le comté de Barcelone et les autres comtés catalans devient progressivement un État, à la fin du Moyen Âge, la principauté de Catalogne, avec ses institutions comme les Corts, son droit compilé dans les Usatges, constitutions et autres droits, ou encore sa langue, le catalan, qui se constitue en langue administrative, juridique et littéraire à partir du XIIe siècle. Par le système politique de monarchie pactiste, la Catalogne conserve ses spécificités institutionnelles, coutumières et juridictionnelles au sein de la couronne d'Aragon puis de la monarchie d'Espagne, jusqu'aux décrets de Nueva Planta de 1716 et l'imposition de l'absolutisme.
Après le mouvement de renouveau de la langue et de la culture catalanes de la Renaixença dans la deuxième moitié du XIXe siècle, le nationalisme catalan ou « catalanisme » se structure idéologiquement à la fin du XIXe siècle, tandis que la Catalogne est l'une des rares régions d'Espagne à connaître alors une importante révolution industrielle. De même, le mouvement artistique du modernisme témoigne de l'ouverture sur l'Europe ainsi que du nouveau rayonnement culturel que connaît ce territoire.
Au XXe siècle, la Catalogne a gagné et a perdu des degrés variables d'autonomie. La Deuxième république espagnole a établi l'autonomie politique de la Catalogne et l'usage officiel de la langue catalane. Comme d'autres parties de l'Espagne, la Catalogne s'est battue pour défendre la République dans la guerre civile dévastatrice de 1936-1939. Avec la défaite de la République par les forces de droite de Francisco Franco, les autonomies ont été supprimées. Avec l'Espagne dévastée et coupée du commerce international et de la politique autarcique du régime, la Catalogne, en tant que centre commercial et industriel, a ponctuellement souffert et la reprise économique était très lente. Entre 1959 et 1974, l'Espagne a connu la deuxième expansion économique la plus rapide au monde appelé le Miracle espagnol et la Catalogne a prospéré considérablement en tant que destination touristique et industrielle la plus importante d'Espagne. En 1975 Franco meurt, mettant fin à son régime dictatorial, la nouvelle constitution espagnole démocratique de 1978 reconnaît l'autonomie et la langue de la Catalogne. Il a regagné une autonomie considérable dans les affaires intérieures et est maintenant l'une des communautés les plus économiquement dynamiques de l'Espagne. Dans les années 2010, il y a eu des appels croissants pour l'indépendance de la Catalogne.

## Préhistoire

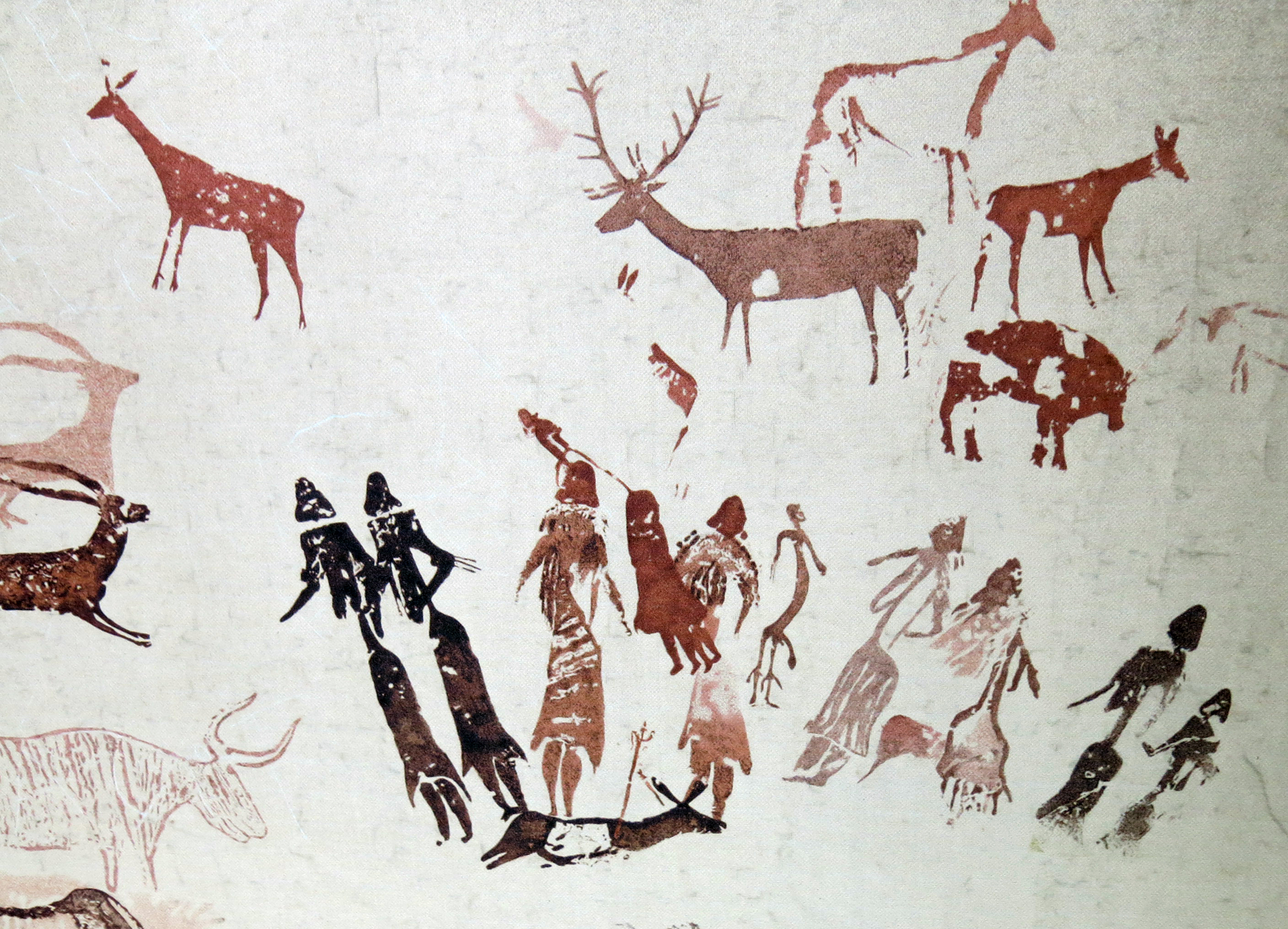
Les danseurs de Cogul, dans l'actuelle province de Lleida, est l'une des œuvres les plus représentatives d'art levantin.

L'homme de Tautavel est un Homo heidelbergensis qui vivait il y a 300 000 à 450 000 ans (Pléistocène moyen). Il est connu par des fossiles découverts à partir de 1971 par l'équipe d'Henry de Lumley dans la Caune de l'Arago à Tautavel (commune française des Pyrénées-Orientales). L'industrie lithique associée est typique du Paléolithique inférieur européen.
Le peuplement du territoire actuel de la Catalogne est également attesté au Paléolithique moyen. Une mandibule de prénéandertalien d'environ 250 000 ans a été mise au jour à Banyoles. Parmi les gisements les plus importants de cette période, il convient de citer celui des grottes de Mollet (Serinyà, Pla de l'Estany), du Cau del Duc, dans le massif du Montgrí, le gisement de Forn d’en Sugranyes (Reus) et les abris Romaní et Agut (Capellades). Pour le Paléolithique supérieur, les sites les plus importants sont ceux du Reclau Viver, la grotte de l'Arbreda et la Bora Gran d’en Carreres, à Serinyà, ou le Cau de les Goges, à Sant Julià de Ramis.
Pour l'Épipaléolithique et le Mésolithique, d'importants gisements se sont conservés, la plupart datés entre 8 000 et 5 000 ans av. J.-C., comme Sant Gregori (Falset) et el Filador (Margalef de Montsant).
Le Néolithique débute en terres catalanes environ 4 500 ans av. J.-C., même si le degré de sédentarisation était nettement inférieur à celui d'autres régions ; en effet, l'abondance de zones boisées permit de maintenir un rôle majeur à la chasse et à la cueillette au sein des activités de subsistance. Les principaux gisements néolithiques de Catalogne sont la grotte de Fontmajor (l'Espluga de Francolí), la grotte de Toll (Morà), les grottes Gran et Freda (Montserrat) et les abris de Cogul et Ulldecona.
Le Chalcolithique (ou Énéolithique) de Catalogne est daté entre 2 500 et 1 800 av. J.-C., et correspond à la production des premiers objets en cuivre.L'âge du bronze est daté dans la région de 1 800 à 700 av. J.-C. et a livré peu de restes, à l'exception de la zone du Baix Segre. Cette période correspond à l'arrivée des peuples indo-européens, par flux migratoires successifs à partir de 1 200 av. J.-C.[réf. nécessaire], et responsables des premiers habitats de structure proto-urbaine. À partir du milieu du VIIe siècle av. J.-C., le territoire catalan entre dans l'âge du fer.

## Antiquité
Le littoral catalan reçoit de nombreuses colonies grecques, parmi lesquelles on peut citer Empúries (Emporion, "marché") ou Roses (Rhodos, "l'île de Rhodes").

### Période pré-romaine

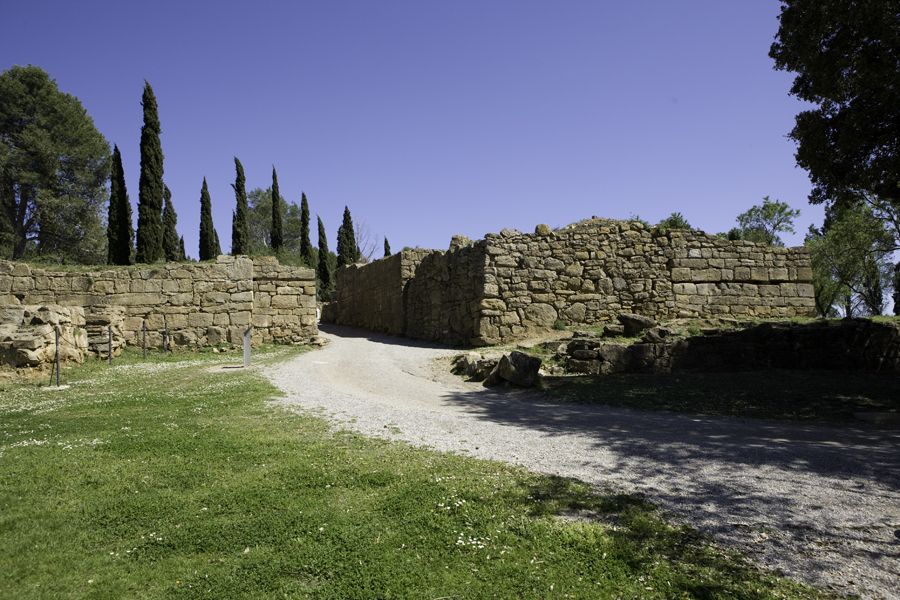
Vestiges de l'enceinte d'une ancienne cité ibérique à Ullastret (Baix Empordà, Gérone).

À l'époque pré-romaine, le territoire de Catalogne, comme le reste de la partie méditerranéenne de la péninsule, a été peuplé par les Ibères. D'après les éléments livrés par l'archéologie et les recherches les plus récentes, il semble falloir abandonner l'idée, longtemps défendue par l'historiographie, que les Ibères soient un peuple migrateur venu d'Afrique, mais qu'ils soient le fruit d'apports de population différentes (notamment indo-européennes) ayant fini par développer une culture commune. Les Ibères connaissent un développement qui prend sa source au début du Ier millénaire av. J.-C. et se termine avec la conquête romaine dans le courant du IIe siècle av. J.-C..
En réalité, c'est seulement à partir du VIe siècle av. J.-C. que les régions du Nord de l'Ibérie, et surtout la région de la basse vallée de l'Èbre, commencent à prendre plus de visibilité sur le Sud, jusque-là favorisé par ses activités minières et ses relations commerciales avec les peuples puniques. Cette région septentrionale, comprenant l'actuel territoire de la Catalogne, jusque-là d'un caractère plutôt agricole en regard des territoires du Sud, miniers, connaît alors un développement singulier, avec le développement d'une civilisation proto-urbaine, l'entrée dans l'âge du fer et l'invention d'une écriture. Certaines agglomérations deviennent des cités importantes, notamment Ilerda (Lérida) à l'intérieur des terres, Biscargis (à l'emplacement inconnu mais situé au sud de la Catalogne actuelle ou au nord de la Communauté valencienne), Hibera (peut-être Tortosa) ou Indika (Ullastret). Les Ibères de cette région (dont les principaux peuples sont les Ilergetes, les Indigetes, les Lacétans ou les Cerretains) entretiennent également des relations avec les peuples du Nord de la Mer Méditerranée : Gaulois, Grecs, et plus tard Romains. Des colonies marchandes côtières ont été établies par les anciens grecs qui se sont installés à Emporion (Empúries) et à Roses.

### Romanisation

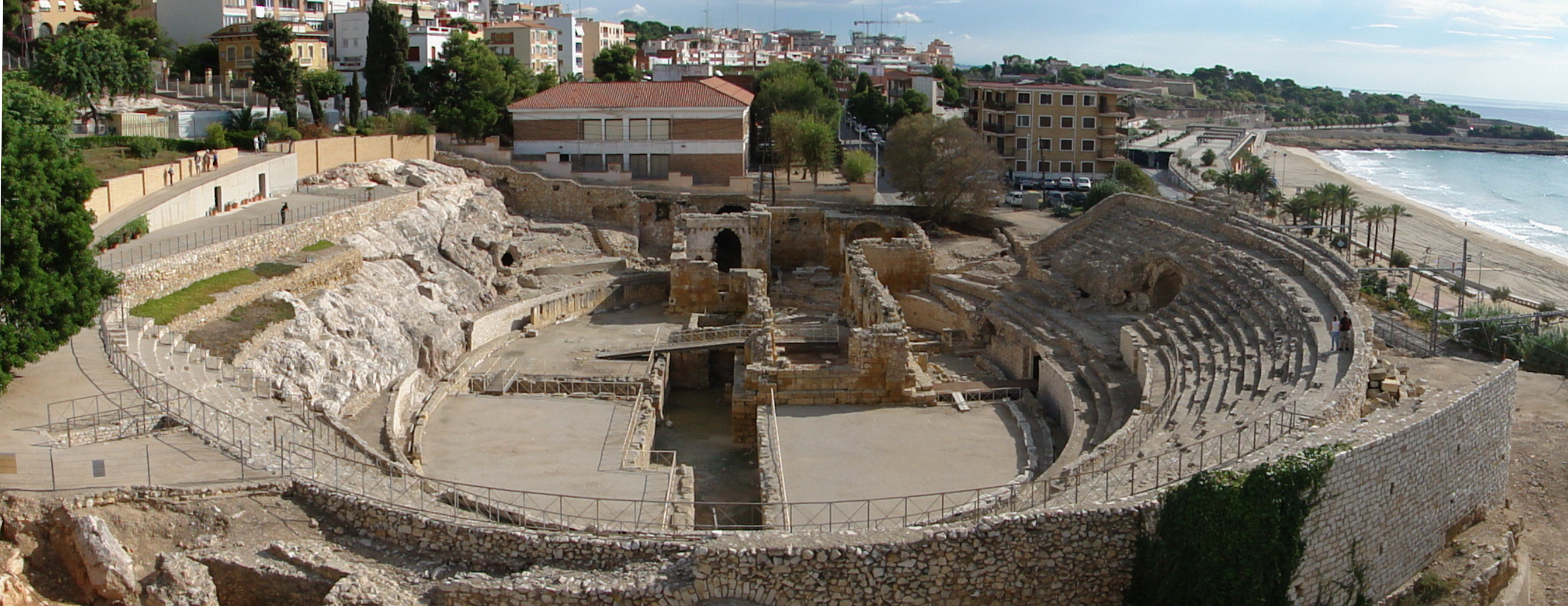
La cité de Tarragone, de fondation plus ancienne que Barcelone, fut la capitale de la province romaine de Tarraconaise. Aujourd'hui, les habitants de son centre-ville vivent parmi les vestiges de leurs édifices.

Après la défaite des Carthaginois face à la République romaine en 202 av. J.-C., ce territoire est devenu la première région ibérique à passer sous domination romaine en intégrant l'Hispanie, la partie occidentale de l'Empire romain. Tarraco (Tarragone) était l'une des plus importantes cités romaines en Hispanie, et la capitale de la province de Tarraconaise (ou Hispanie citérieure). Les autres cités importantes de la période romaine dans cette région sont Ilerda (Lérida), Dertosa (Tortosa), Gerunda (Gérone) ainsi que les ports d'Empuriæ (ancienne Emporion) et Barcino (Barcelone). Il s'agit de l'une des premières parties de l'Empire à se romaniser, entre le IIe siècle av. J.-C. et le Ier siècle. Comme pour le reste de l'Hispanie, le droit latin est accordé à l'ensemble des cités sous le règne de Vespasien (69-79), tandis que la citoyenneté romaine est accordée à tous les hommes libres de l'Empire par l'édit de Caracalla en 212 (Tarraco, la métropole, était déjà une colonie de droit romain depuis 45 av. J.-C.). C'est une province riche, agricole (huile d'olive, vigne, blé), tandis que la période de la République puis du Haut-Empire romain correspond à la construction de routes (dont la plus importante reste la Via Augusta, parallèle au littoral méditerranéen) et d'infrastructures pour l'irrigation.

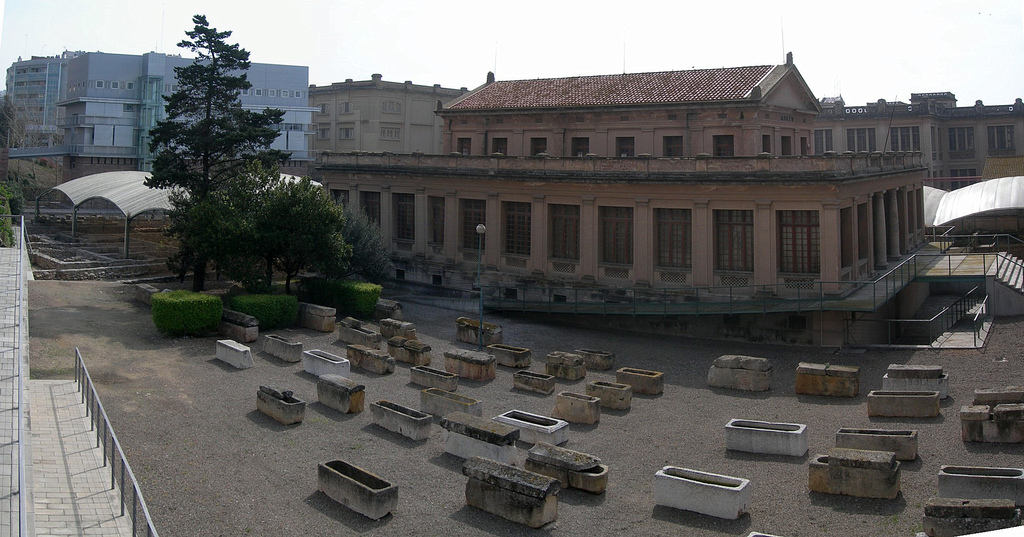
Cimetière paléochrétien de Tarragone.

Au Bas-Empire, les provinces sont réorganisées en 293 et la Tarraconaise réduite au nord-est de la péninsule, correspondant à un territoire légèrement plus vaste que l'actuelle Catalogne. La christianisation, commencée de manière attestée au IIIe siècle, est achevée au IVe siècle. De plus, il s'agit du seul territoire hispanique à rester sous contrôle romain et à ne pas passer sous la domination des Vandales, des Suèves et des Alains au Ve siècle, bien que les principales cités y aient subi des pillages fréquents qui provoquent une certaine désurbanisation (à commencer par le déclin de Tarraco ou la destruction d'Empuriæ). Un repli défensif s'opère vers les grands domaines latifundiaires de la vallée de l'Èbre ou vers les montagnes. C'est l'installation dans cette région d'un peuple barbare fédéré à Rome, les Wisigoths, qui contribue au maintien d'une certaine stabilité.

## Moyen Âge

### Période wisigothique
Après la chute de l'Empire romain d'Occident, la région est l'un des principaux foyers d'installation des Wisigoths et l'un des points de départ de leur conquête d'une grande partie du reste de la péninsule ibérique. Ils contribuent à ramener une stabilité et un essor économique, ainsi qu'au développement de nouveaux centres urbains qui existaient déjà à l'époque romaine mais qui étaient jusque-là d'importance secondaire, à commencer par Barcino (Barcelone).
- Étymologie de la Catalogne
  - Au Ve siècle, les Wisigoths s'emparèrent de cette région, ce qui, selon certains historiens, expliquerait l'origine du mot Catalunya comme venant de Gothalonia (ce qui signifie « pays — ou Land en allemand — des Goths »).
  - Une autre hypothèse qui semble aujourd'hui plus crédible, qui fait découler Catalunya du pays des castlans, des habitants des châteaux, comme semble le prouver l'usage dans le Languedoc du XIIe siècle du même mot latin cathalani pour parler des Catalans et des castlans. Ainsi le nom de Catalogne viendrait de son dense réseau castral édifié face aux maures d'al-Andalus, de la même manière que la Castille.

### Période musulmane

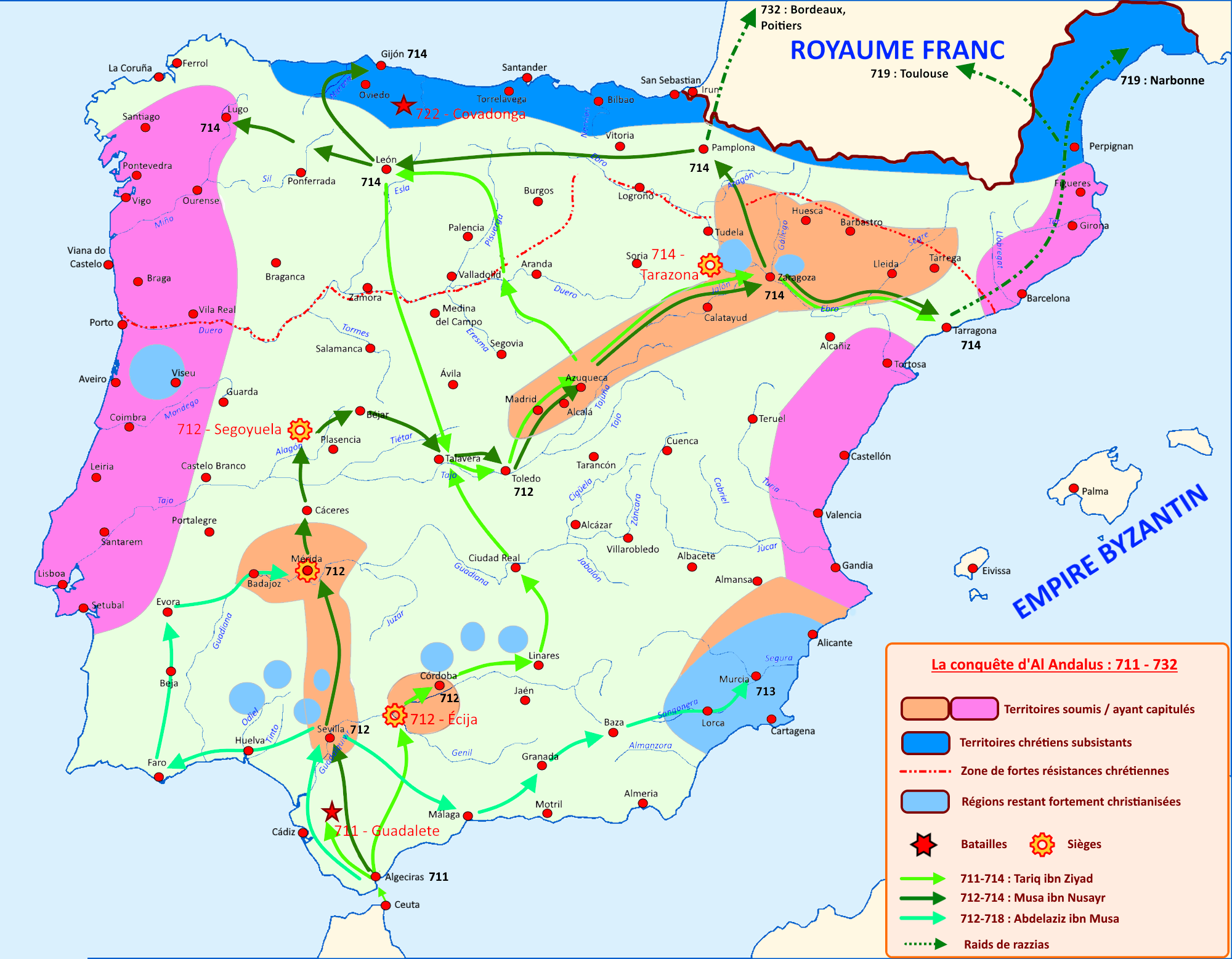
Conquête musulmane de 711 à 718

La région fut ensuite conquise par les Arabes en 714. Un gouverneur régional est nommé pour administrer la province et est devenu une partie d'al-Andalus, une province du Califat omeyyade.
En 777, Sulayman ben Yaqzan ibn al-Arabi est wali de Gérone et Barcelone lorsqu'il fait face à l'armée de Charlemagne. Au Xe siècle, à l’époque du califat de Cordoue, la frontière nord s’est stabilisée face aux comtés sous domination franque le long des rivières Llobregat et Cardener et de la chaîne de Montsec. Lleida et Tortosa, les deux principales villes de la région gouvernée par les musulmans de la Catalogne actuelle (historiquement connue sous le nom de « Nouvelle Catalogne »), ont formé les centres de défense. Nombre des habitants à majorité chrétienne de ces régions frontalières musulmanes se sont convertis à l'islam. Les habitants des vallées de l'Èbre, de Segre et de Cinca ainsi que de la plaine de Lleida ont repris le mode de vie et les réalisations des musulmans à l'instar des techniques d'irrigation très développées. Ils ont développé une vieille ville (Medina) de style nord-africain avec mosquée, siège administratif et tribunal. Ils avaient également de grands marchés (Suq) avec des ateliers et des maisons d'artisans. Dans certaines villes,comme à Tortosa il existait une forteresse militaire. Bien que des traités de paix aient eu lieu entre le calife de Córdoba et certains comtes catalans, les attaques mutuelles se sont accumulées. Ainsi, en 985, Almanzor, dirigeant de facto du califat, a saccagé Barcelone et capturé des milliers de ses habitants.

### Les comtés catalans pendant l'Empire carolingien

Comtés catalans du VIIIe siècle au XIIe siècle.

Divisée en de nombreux comtés (Ausone, Barcelone, comté de Besalú, Cerdagne, Empúries, Gérone, Pallars, Roussillon, Urgell) elle fut progressivement unifiée sous la houlette des comtes de Barcelone, à l'exception du Pallars qui resta indépendant jusqu'au XVe siècle.
Après la prise de Barcelone par Charlemagne en 801, la frontière entre son territoire et les terres arabes est intégré à la Marche hispanique de l'Empire carolingien. La marche n'est qu'un ensemble de comtés avec majeures droits et libertés car ils devaient répondre rapidement aux éventuelles attaques des Arabes. Ces comtés sont souvent modelés sur des évêchés chrétiens, mais ce n'est pas toujours le cas. Au début, la plupart des comtes nommés par les empereurs carolingiens sont des grands aristocrates francs qui portent souvent le titre de « marquis » qui indique justement ce majeur pouvoir qu'un comte du Nord de la marche. Les comtés des territoires où il y a la Catalogne actuelle sont ceux de Barcelone, Urgell, Cerdagne, Empúries, Pallars, Ausone, Roussillon et Gérone. Un certain nombre de pagi sont mentionnés sans que l’on ait la certitude que ce soient véritablement des comtés, comme le Conflent, le Berguedà et Peralada (ca).

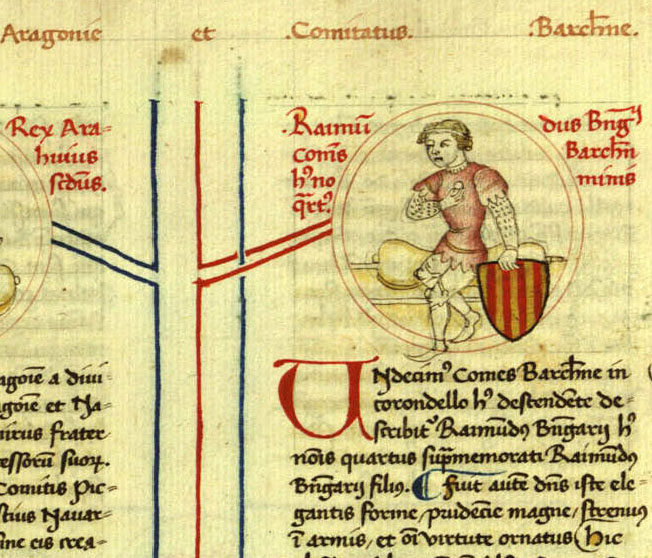
Bouclier avec la senyera reial, les quatre bandes en rouge sur fond or qui, selon la légende, étaient peintes avec la sang d'une blessure faite au cours d'un combat. Elle inspire de nombreux drapeaux de pays catalans.

En 878, à l'assemblée de Troyes, le comte goth Wifred (Guifred ou Guifré) le Velu, fils du marquis Sunifred, à la tête des comtés d'Urgell, Cerdagne et Conflent depuis au moins le début des années 870, est investi par Louis le Bègue des comtés de Barcelone et de Gérone. Il prend par la suite le titre de marquis, peut-être sans reconnaissance royale ; il n'en reste pas moins de facto le maître des comtés de la Marche hispanique. Ses frères Miron et Radulf reçoivent les comtés de Roussillon et Besalú, ce dernier issu d'un démembrement du comté de Gérone. Wifred et ses frères sont les derniers comtes à recevoir de l’empereur ou du roi leur investiture. La succession à la tête du comté de Barcelone devient purement héréditaire. Wifred fait construire des forteresses comme celle de Cardona et organise le peuplement de la région du Vallès proche de Barcelone. Il encourage les fondations monastiques et obtient en 886 la restauration, à Vic, de l'évêché d'Ausone, disparu après la révolte sans lendemain de 827.
À partir de 878, ces comtés sont virtuellement indépendants, les rois francs se contentant désormais d'entériner simplement les successions comtales, les différents pouvoirs locaux étant devenus de fait héréditaires. Wifred meurt en 897.
La marche hispanique s'émancipa definitivement de la tutelle franque à partir de 985 après le sac de Barcelone par le vizir du califat de Cordoue Al-Mansur. Ni les derniers Carolingiens, ni Hugues Capet ne répondent aux demandes de secours de Borrell II (947-992), comte de Barcelone. Les historiens voient dans ce renoncement l'acte fondateur de l'indépendance catalane, qui amène les catalans à se défendre eux-mêmes contre les musulmans sans aide du royaume des Francs.

### Féodalisation
Déjà, en 1064, aux Usages de Barcelone, on parle de Ramon-Berenger Ier et d'Almòdis de la Marcha comment des principes du principatu ; le principatu étant l'ensemble des comtés de Barcelone, Gérone, et Osone.

### La couronne d'Aragon

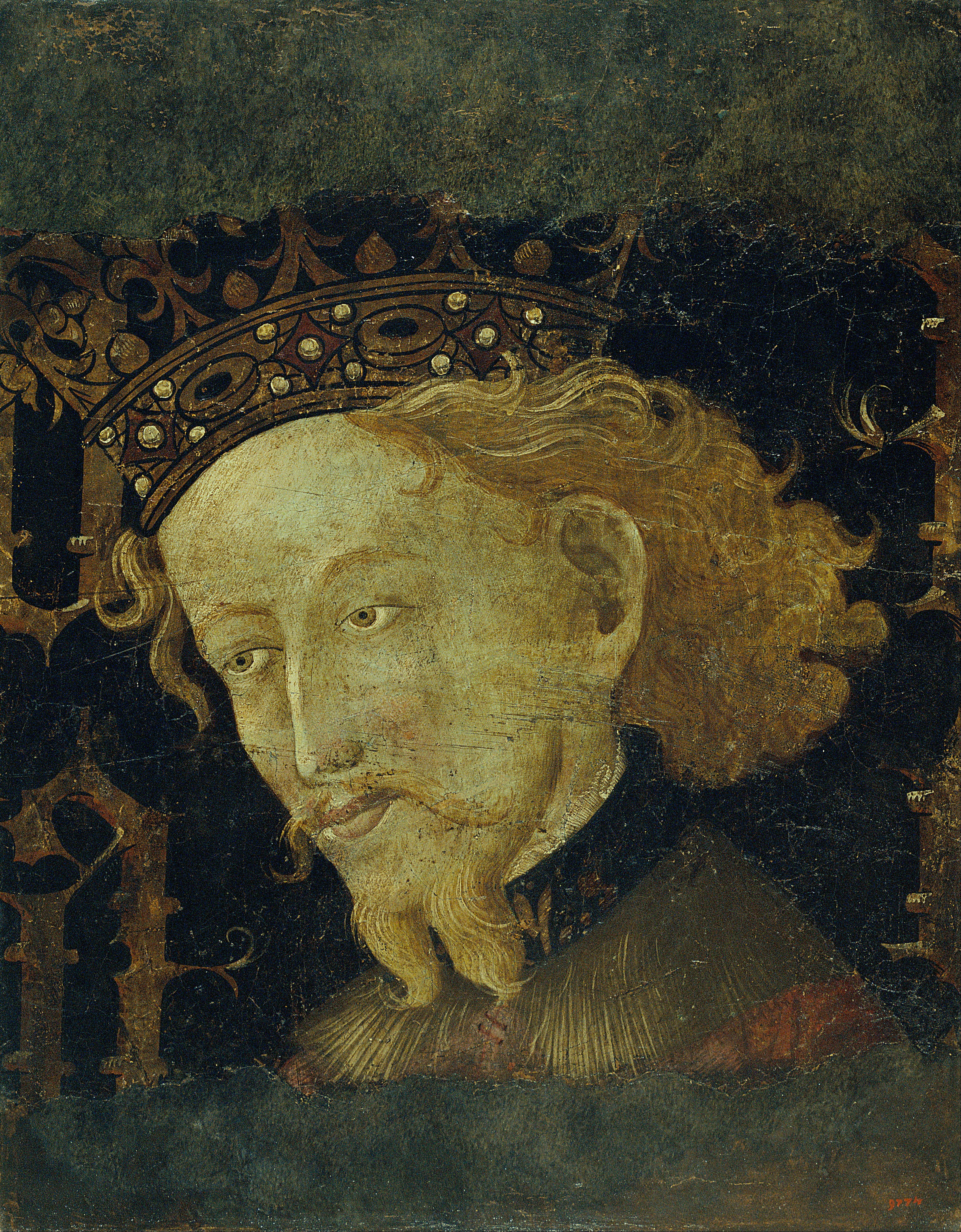
Jacques Ier d'Aragon, dit le Conquérant.

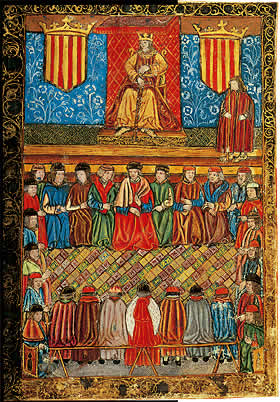
Corts catalanes.

L’union définitive entre le royaume d'Aragon et les comtés de Catalogne eu lieu lorsque Ramire II, roi d'Aragon en 1134 (24/4/1086-16/8/1157), maria le 11 août 1137 sa fille Pétronille d'Aragon à Raymond Bérenger IV (1119-1162), comte de Barcelone et de Provence en 1131, ce dernier étant beaucoup plus puissant que le roi d'Aragon. Il abdiqua deux ans plus tard en faveur de son gendre. Cette union facilita la conquête de Fraga en 1147. Le statut bicéphale de la couronne d'Aragon fait qu'elle a parfois été désignée dans l'historiographie sous le nom de confédération catalano-aragonaise et son souverain comte-roi de Barcelone, puisqu'en fait les rois d'Aragon étaient issus, jusqu'en 1410, d'une maison catalane.
Le roi d'Aragon est à ce moment à la tête d'un large territoire allant de part et d'autre des Pyrénées, allant de Pau à Millau et Marseille. C'est pourquoi celui-ci se rangea au côté du comte de Toulouse lors de la croisade des albigeois. Quoique trois fois plus nombreuse que leur adversaire, la coalition catalano-occitane subit une lourde défaite le 12 septembre 1213 à Muret (proche de Toulouse). Lors de cette bataille, le roi d'Aragon, Pierre Ier de Catalogne (Pere II) fut tué. L'héritier du trône, Jacques (Jaime, Jaume), le futur Jacques Ier le Conquérant, orphelin de père et mère, fut pris en otage à Carcassonne. Il fut remis aux Catalans et fut placé sous la protection et l’éducation des Templiers au château de Montso en Aragon.
Cette défaite fut scellée par le traité de Corbeil. Le roi de France Louis IX renonce à ses prétentions sur la Catalogne, en faveur du roi d'Aragon mais ce traité est avant tout une grande victoire pour la France et une défaite pour la Catalogne. Celle-ci perd toutes ses possessions en Languedoc et se coupe ainsi de territoires avec lesquels elle avait entretenu de forts liens politiques et culturels. L'occitan est d'ailleurs très proche du catalan.

### Institutionnalisation de la principauté de Catalogne

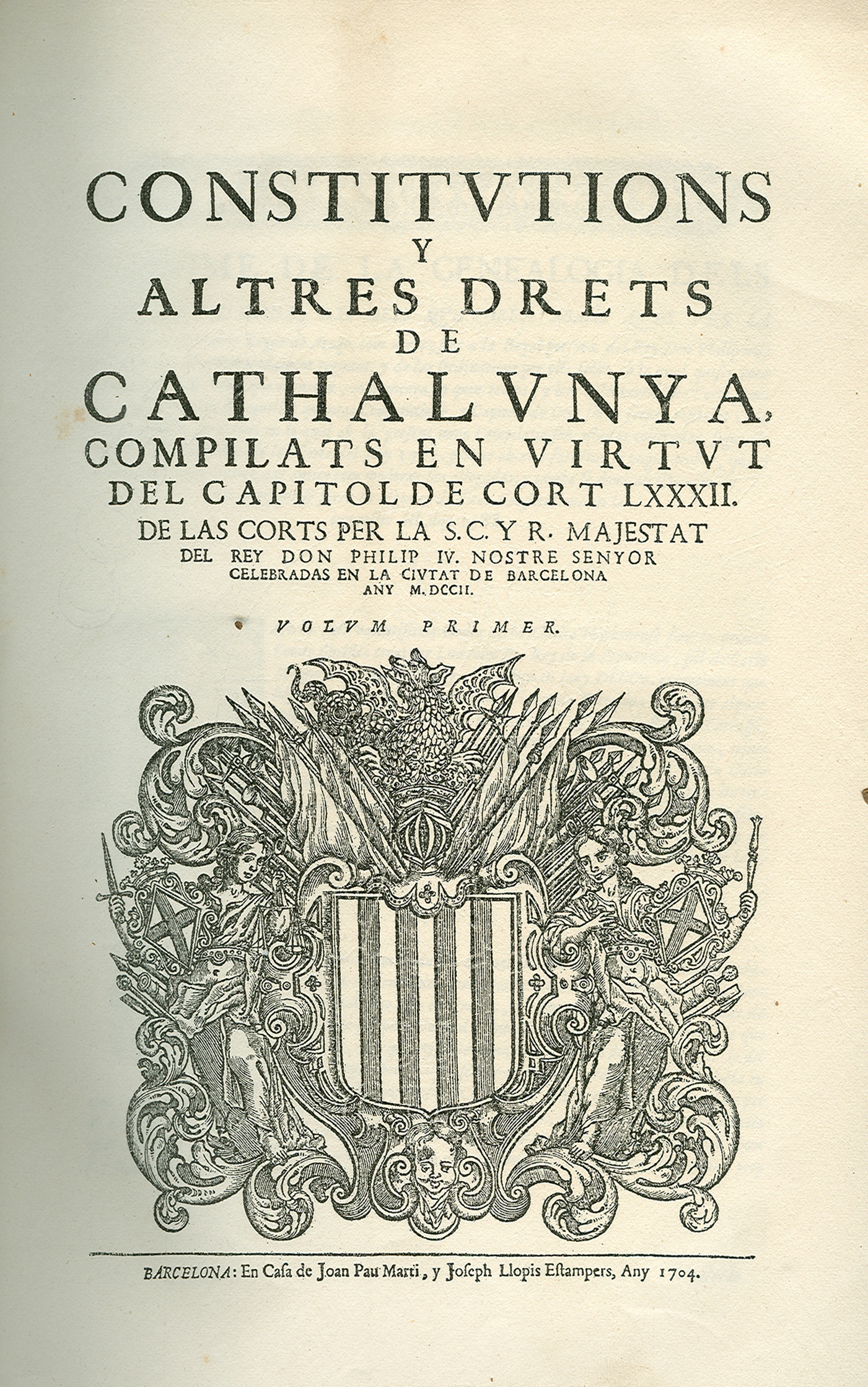
Compilation de 1702.

La principauté de Catalogne (en catalan : Principat de Catalunya), est l'État, sous l'autorité des Corts Catalanes, le Parlement), créé par l'union de plusieurs comtés catalans dont le souverain (en latin : princeps) est le comte de Barcelone. Ce n'est pas formellement un royaume mais l'union des comtés unis politiquement par des lois uniformisées par les Corts et pour son propre système institutionnel équivalent aux autres royaumes de la couronne d'Aragon (en particulier les royaumes d'Aragon et de Valence). Elle est organisée en vigueries. Sa langue est le catalan. Sa capitale est Barcelone, la Ciutat Vella avec ses propres droits fors et une représentation directe au Parlement), les autres villes importantes étant Perpignan, Gironne, Lleida, Manresa, Vic, Tarragone et Tortosa.
Dans les Corts Catalanes de 1283, on utilise l'expression « Université de Catalogne » (en catalan, Universitat de Catalunya) pour se référer à l'ensemble des personnes qui habitent la principauté de Catalogne. Les comtés de la Cerdagne et du Roussillon ainsi que, occasionnellement, le royaume de Majorque sont considérés alors comme faisant partie de la principauté de Catalogne,,.
La principauté de Catalogne a développé un système institutionnel et politique complexe basé sur le concept d'un pacte entre les ordres ou états du royaume et du roi. Les lois devaient être approuvées par le Cort General de Catalogne ou Corts Catalanes, l'un des premiers organes parlementaires d'Europe qui interdisait au pouvoir royal de créer une législation unilatérale, depuis 1283. Les Corts se composaient des trois ordres, étaient présidées par le roi comme comte de Barcelone, et approuvaient les constitutions, qui créaient une compilation des droits pour habitants de la principauté. Les premières constitutions catalanes sont celles des Corts de Barcelone de 1283. Les dernières ont été promulguées par les Corts de 1705. Les compilations des constitutions et autres droits de la Catalogne ont suivi la tradition romaine du Codex. La première compilation a été ordonnée par Ferdinand Ier d'Aragon, sur la suggestion des Corts de 1413.
Afin de percevoir les impôts généraux, les Corts de 1359 établirent une représentation permanente des députés, appelée Députation du Général (Diputació del General) et plus tard généralement connue sous le nom de Generalitat, qui obtint un important pouvoir politique dans les siècles suivants.

### La Catalogne et l’expansion de la couronne d’Aragon

Territoires qui constituaient la couronne d'Aragon. La principauté de Catalogne apparaît en vert clair.

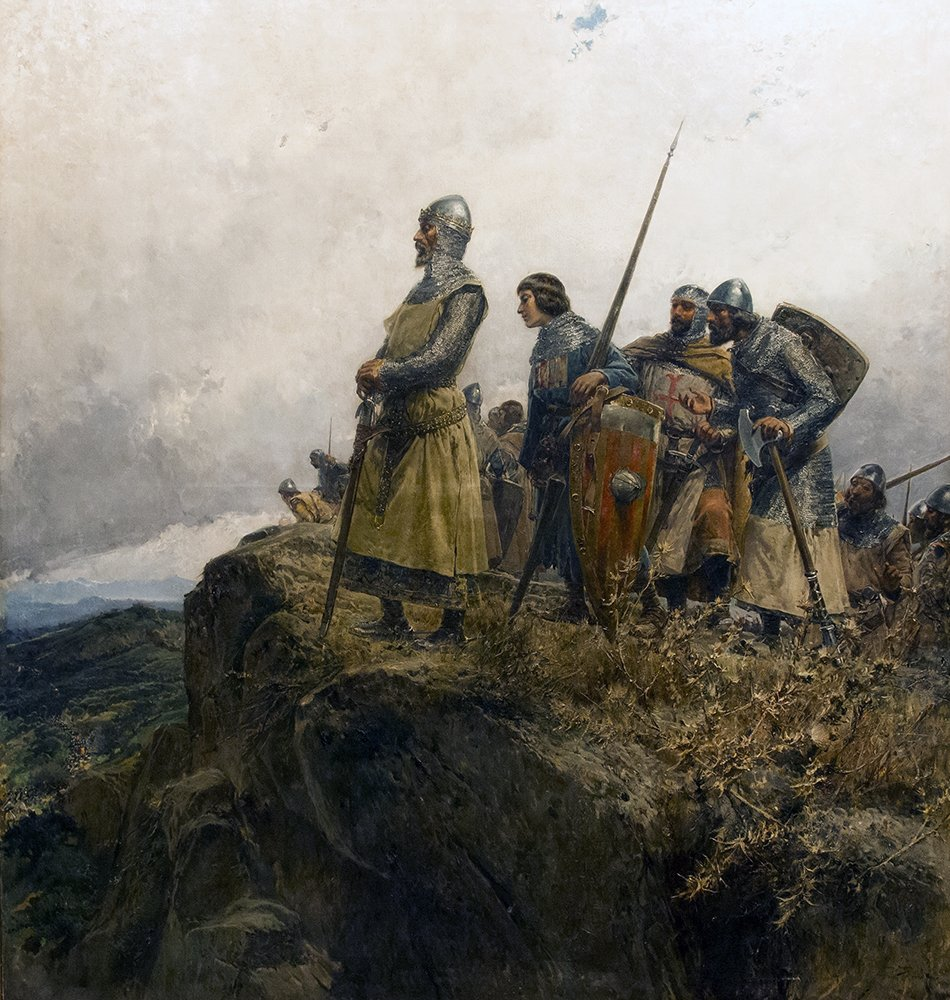
Pierre III d'Aragon au col de Panissars. Mariano Barbasán (1864 -1924).

L'ensemble des comtés catalans conserva une grande autonomie au sein de la couronne d'Aragon, où le roi d'Aragon était aussi comte de Barcelone, grâce aux réunions des Corts, sorte de parlement qui votait la législation et l'impôt au roi. Les Catalans se lancèrent dans une politique d'expansion en Méditerranée, faisant successivement passer sous leur autorité les îles Baléares (1229-1230), le royaume de Valence (1238), la Sicile (1282), puis la Sardaigne (1321) où ils firent de la ville d'Alghero leur capitale régionale. Au cours de cette période s'étendant du XIIIe au XVe siècle, l'Aragon s'affirma comme la première puissance de l'Ouest de la Méditerranée.
La Compagnie Catalane, mercenaire dirigée par Roger de Flor et formée par les vétérans almogavres de la Guerre des Vêpres Siciliennes, fut engagée par l'Empire byzantin pour combattre les Turcs, les battant dans plusieurs batailles. Après l'assassinat de Roger de Flor par les ordres du fils de l'empereur, Michel Paléologue (1305), la Compagnie se vengea en renvoyant la Thrace et plus tard la Grèce, où ils fondèrent les duchés d'Athènes et de Neopatras au nom du roi d'Aragon. La domination catalane sur les terres grecques a duré jusqu'en 1390.
La Catalogne amorce son déclin avec la peste noire de 1348 qui touche durement les principales cités de la principauté (à commencer par Barcelone), ainsi qu'à la disparition du roi Martin Ier d'Aragon, le Vieux, dernier souverain de la maison de Barcelone, mort sans héritier en 1410. Le règne de Pierre le Cérémonieux fut un temps de guerre: annexion de Majorque, répression d'une rébellion en Sardaigne, révolte des aragonais (c'est-à-dire une faction qui voulait éteindre les privilèges catalans locaux en faveur d'un royaume plus centralisé d'Aragon), et une guerre aragonaise-castillane. Ces guerres créèrent une situation financière délicate, dans un contexte de crise démographique et économique, auquel s'ajouta une génération plus tard une crise de succession engendrée par la mort en 1410 de Martin Ier sans un descendant ou un successeur nommé. Un interregnum de deux ans a progressivement évolué en faveur d'un candidat de la dynastie castillane Trastámara, Ferdinand d'Antequera, qui après le compromis de Caspe (1412), a été nommé Ferdinand I d'Aragon. Il est suivi par les règnes de ses fils.
Le successeur de Ferdinand, Alphonse V (« le Magnanime »), a promu une nouvelle étape de l'expansion aragonaise, cette fois dans le royaume de Naples, sur lequel il a finalement conquis le pouvoir en 1443. Dans le même temps, il a aggravé la crise sociale dans la principauté de Catalogne, dans la campagne et dans les villes. Le frère d'Alfonso, Jean II (« le peu fiable »), était un régent et un dirigeant extrêmement détestés et opposés - tant au royaume de Navarre qu'en Catalogne.
Le résultat de ces conflits fut la rébellion « remença (ca) » de 1462, une rébellion paysanne contre les pressions seigneuriales, qui a mené à une dix ans guerre civile qui a laissé le pays épuisé. En 1472, le dernier souverain de la Catalogne, le roi René d'Anjou (« le Bon »), perdit la guerre contre le roi Jean.
Le conflit de la « remença » n'a pas abouti à une conclusion définitive et à partir de 1493, la France a officiellement annexé les comtés de Roussillon et de Cerdagne, qu'elle avait occupés pendant le conflit. Ferdinand II d'Aragon (« le Catholique ») a profondément réformé les institutions catalanes, récupéré sans guerre les comtés du nord de la Catalogne, accru son implication active en Italie et finalement résolu les griefs majeurs des « remença » avec la « Sentencia Arbitral de Guadalupe » en 1486. La « Sentencia » autorisaient le début du droit de contracter librement des accords emphyteusis, ce qui conduisit à la prospérité générale dans la campagne catalane au cours des siècles suivants. En 1481, les Corts Catalanes approuvèrent la « Constitució de l'Observança », qui établissait le soumission du pouvoir royal aux lois de la principauté de Catalogne,.

### L'union dynastique avec la Castille: les Rois catholiques

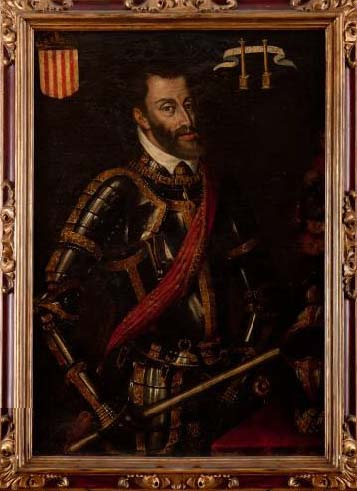
Charles I comme comte de Barcelone, par Filippo Ariosto (1587-1588).

Sous le règne du fils de Jean II, Ferdinand II d'Aragon dit le Catholique, avec Isabelle I de Castille eut lieu l'union dynastique avec la Castille en 1472. Après l'invasion du royaume de Navarre en 1512, les monarchies furent formellement réunies en une seule monarchie d'Espagne en 1516 (« le royaume des Espagnes », comme on l'appelait). Chaque royaume de la monarchie conservait ses institutions politiques et maintenait ses propres parlements, lois, administration publique et monnaies séparées.
Lorsque Christophe Colomb fit sa découverte dans les Amériques lors d'une expédition sponsorisée par l'Espagne, il commença à déplacer le centre de gravité économique et commercial de l'Europe (et les ambitions de l'Espagne) de la Méditerranée à l'océan Atlantique. La puissance de la couronne d'Aragon en Méditerranée se maintiendrait, mais les efforts pour constituer d'autres conquêtes espagnoles en Europe s'arrêtèrent en grande partie et l'expansion maritime dans l'Atlantique et la conquête de territoires dans les Amériques ne furent pas une entreprise catalane. La Castille et l'Aragon étaient des états séparés jusqu'en 1516 malgré une couronne partagée. Les Catalans, en tant que sujets de la couronne d'Aragon, n'avaient pas les moyens de commercer directement avec les Amériques administrées comme appendices du seul royaume de Castille. Séville a détenu le monopole du commerce avec les nouvelles colonies, avant de s'en voir dépouillée par Cadix, et ce jusqu'en 1778.

## L'intégration à la Monarchie d'Espagne

### L'empire des Habsbourgs

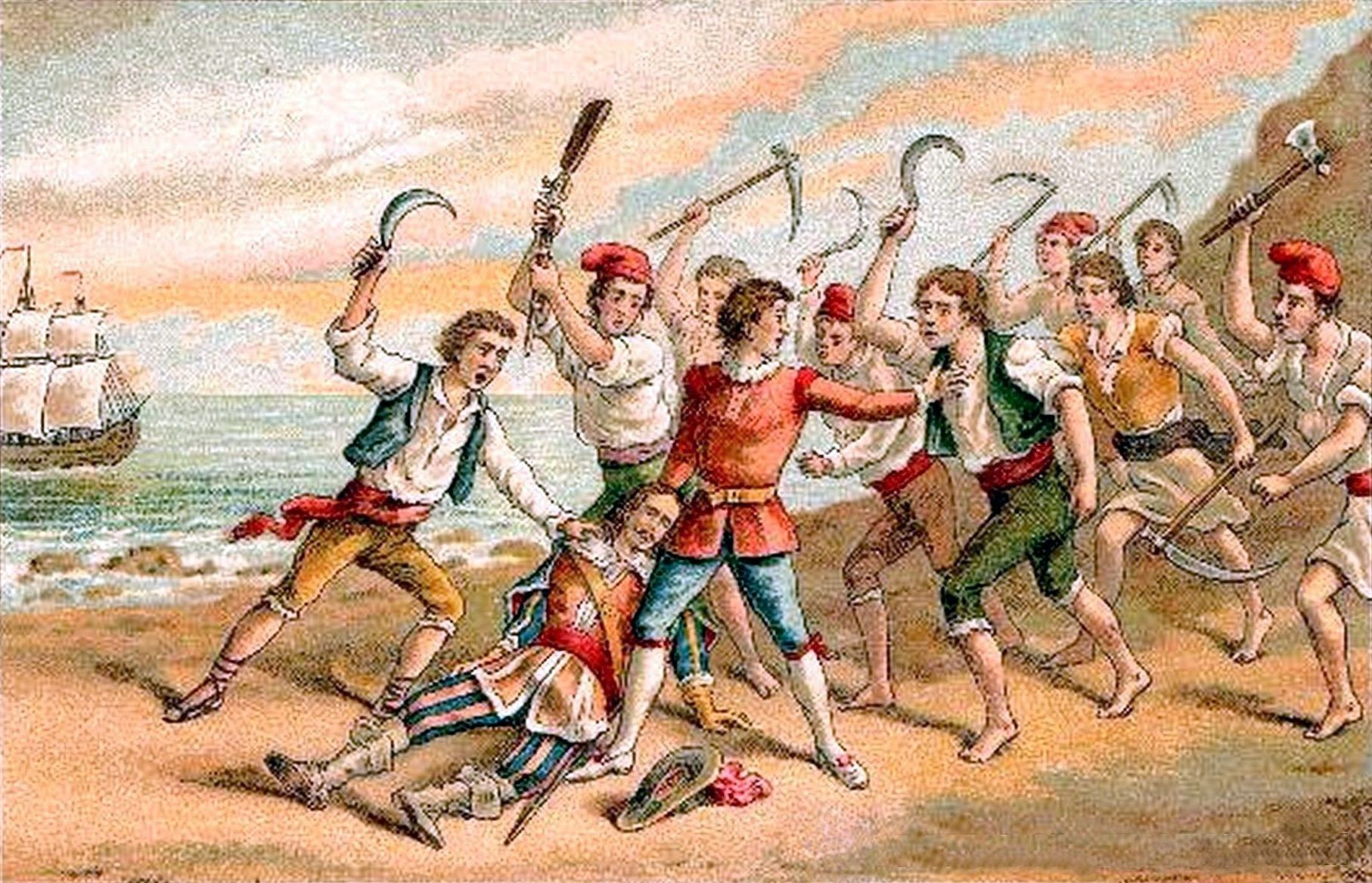
Éclata alors la guerre des Faucheurs (des segadors).

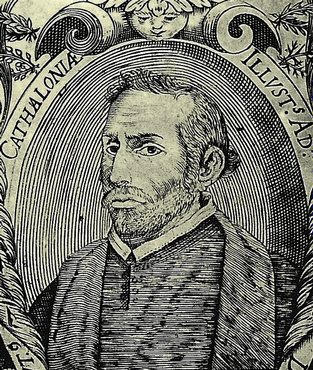
Pau Claris, Président de la Généralitaté pendant la guerre des faucheurs.

Désormais intégrée à l'empire des Habsbourgs espagnols, la Catalogne resta en retrait de l'aventure coloniale en Amérique. La Catalogne essaya de conserver son autonomie, et de rester à l'écart des préoccupations du reste de la monarchie d'Espagne.[citation nécessaire] En vertu de la descendance de ses grands-parents maternels, Ferdinand II d'Aragon et Isabelle I de Castille, en 1516 Charles Ier d'Espagne est devenu le premier roi à régner simultanément les couronnes de Castille et Aragon de son propre chef. Après la mort de son grand-père paternel (la maison de Habsbourg), Maximilien Ier, empereur du Saint-Empire romain, il fut également élu Charles Quint, empereur romain germanique, en 1519. Au XVIe siècle, la population catalane a commencé une reprise démographique et une certaine mesure de reprise économique. Le règne de Charles Quint fut une période relativement harmonieuse, au cours de laquelle la Catalogne accepta généralement la nouvelle structure de l'Espagne, malgré sa propre marginalisation. Alors que la puissance maritime espagnole et la rivalité européenne se concentrent sur l'Atlantique, le royaume de Valence devient le royaume le plus important de la couronne aragonaise, éclipsant Barcelone. Le règne de Philippe II marque le début d'un processus progressif de stagnation de l'économie, de la langue et de la culture catalanes. Parmi les éléments les plus négatifs de la période, il y avait une augmentation de la piraterie le long des côtes et du banditisme dans l'intérieur.

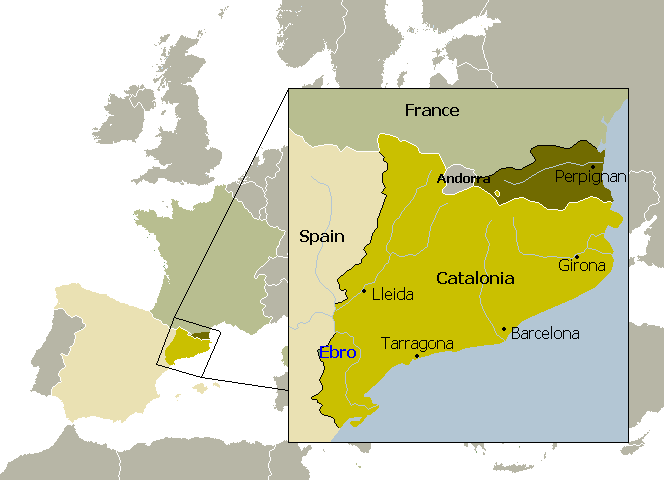
Partition de la principauté de Catalogne (1659).

Des conflits avaient déjà éclaté entre la Catalogne et la monarchie au temps de Philippe II. Ayant épuisé les ressources économiques de la Castille, Philippe voulut se prévaloir de celles des autres politiques de la monarchie ; Les institutions et les lois catalanes étaient bien protégées par les termes et la nature de l'union des couronnes, et étaient jalousement gardées par la population catalane, qui à cette époque a vu une augmentation de sa participation au gouvernement local et général de la principauté.
Après l'accession au trône de Philippe IV en 1621, son ministre le comte-duc d'Olivares tenta de soutenir une politique étrangère ambitieuse en taxant les royaumes de la péninsule ibérique et en instaurant dans chacun d'eux une contribution militaire à l'Empire (l'Union des Armes), ce qui signifiait mettre de côté les principes jusqu'alors en vigueur de la monarchie composite, au profit d'une centralisation accrue. La résistance en Catalogne était particulièrement forte, étant donné l'absence de retour apparent significatif pour les sacrifices. Les Corts Catalanes de 1626 et 1632 n'ont jamais été conclus, en raison de l'opposition des États contre les mesures économiques et militaires d'Olivares, dont beaucoup ont violé les constitutions catalanes. L'échec des Corts a aggravé les tensions entre les institutions catalanes et la monarchie, favorisant un scénario de rupture.
Lorsque l'Espagne et la France furent en guerre au début du XVIIe siècle, la principauté de Catalogne se révolta contre les excès de l'armée impériale. En 1640 éclate la guerre des faucheurs (segadors). Parce que les paysans locaux étaient tenus de loger et d'approvisionner les troupes, créant ainsi une grande tension et un malaise parmi eux, et des événements tels que des sacrilèges religieux, la destruction de biens personnels et le viol de femmes locales par les soldats ont été signalés. La revolte de la paysannerie du nord s'étendit rapidement à Barcelone ; Le 7 juin 1640, un soulèvement à Barcelone connu sous le nom de Corpus de Sang, dirigé par des faucheurs, a coûté la vie à divers fonctionnaires royaux, Dalmau de Queralt, comte de Santa Coloma et vice-roi de Catalogne ont été assassinés pendant les événements. Les mutineries ont continué; quelques semaines plus tard, Pau Claris, président de la Généralité, appela les membres politiques de toute la principauté afin de former une Junta de Braços ou Braços Generals (États Généraux), un organe consultatif similaire aux Corts. Les Catalans révoltés proclament dans un premier temps une république catalane et demandent la protection du roi de France Louis XIII, le proclamant alors comte de Barcelone. La France, confrontée à des crises politiques finit par mettre un terme à cette protection à la fin de la décade. Privée de cet appui, la révolte catalane affaiblie est rapidement étouffée par les troupes espagnoles.
En 1659  Louis XIV et le roi d'Espagne ratifient le Traité des Pyrénées ,  ayant pour conséquence  une partition de la Catalogne. Le royaume de France  récupère le Roussillon et le Nord de la Cerdagne  (excepté la ville de Llivia qui restera jusqu'à nos jours une enclave catalane). 
Tandis que le reste de la principauté, reconquis progressivement par le roi d'Espagne entre 1644 et 1652, se voit reconnaître le respect des lois et institutions catalanes.

### Guerre de Succession d'Espagne
La Catalogne continua à être soumise à la politique centralisatrice espagnole. Durant les dernières décennies du XVIIe siècle, sous le règne du dernier roi des Habsbourg espagnols, Charles II, malgré le conflit intermittent entre l'Espagne et la France, la population atteignit environ 500 000 habitants et l'économie catalane se redressa, non seulement à Barcelone, mais la côte et certaines régions intérieures. Cette croissance économique a été stimulée par les exportations de vin vers l'Angleterre et la République néerlandaise. Ces pays ont été impliqués dans la guerre de neuf ans contre la France, par conséquent, ils ne pouvaient pas commercer avec le vin français. Ce nouveau commerce a amené de nombreux Catalans à se tourner vers l'Angleterre, et plus particulièrement les Pays-Bas, en tant que modèles politiques et économiques pour la Catalogne.
Lors de la guerre de Succession d'Espagne, les Catalans choisirent les Habsbourgs moins centralistes que les Bourbons. La Catalogne paya cher de s'être alliée aux vaincus. Les Bourbons lui ôtèrent ses prérogatives en 1714 après une sanglante guerre qui finit avec la capitulation de Barcelone après un très long siège. La nouvelle dynastie affirme l'instauration d'une monarchie absolue et centralisée, le décret de Nueva Planta du 16 janvier 1716 abolissant les usages, les Corts et les autres institutions ou fors de la principauté. Le jour de la capitulation de Barcelone le 11 septembre est devenu la fête nationale de la Catalogne.

## Époque contemporaine

### Guerres napoléoniennes

Carte de l'Empire français en 1812 montrant la Catalogne comme partie de la France.

Dans les années 1790, de nouveaux conflits ont surgi à la frontière française, à cause des guerres de la Révolution française. En 1808, pendant les guerres napoléoniennes, la Catalogne fut occupée par les troupes du général Guillaume Philibert Duhesme. La résistance populaire contre l'occupation française s'est produite en Catalogne comme dans d'autres parties de l'Espagne, et s'est finalement développée en la guerre d'indépendance espagnole. Une armée locale a vaincu les Français lors d'une série de batailles à El Bruc, près de Barcelone. Gérone a été assiégée par les Français et défendue par ses habitants sous la direction du gouverneur général et militaire Mariano Álvarez de Castro. Les Français ont finalement pris la ville le 10 décembre 1809, après plusieurs morts des deux côtés. Au même moment, Napoléon Ier prend le contrôle direct de la Catalogne pour établir l'ordre, en créant le gouvernement de Catalogne sous la direction du maréchal Augereau et en faisant du catalan une langue officielle. Annexée à l'Empire français par Napoléon du 26 janvier 1812 au 10 mars 1814 et divisée en quatre départements (Bouches-de-l'Èbre (prefecture: Lleida), Montserrat (Barcelone), Sègre (Puigcerdà), et Ter (Gérone)).
La domination française dans certaines parties de la Catalogne a duré jusqu'en 1814, lorsque le général Britannique Wellington a signé l'armistice par lequel les Français évacuaient Barcelone et les autres places fortes qu'ils avaient réussi à garder jusqu'aux derniers instants.

### Carlisme et libéralisme

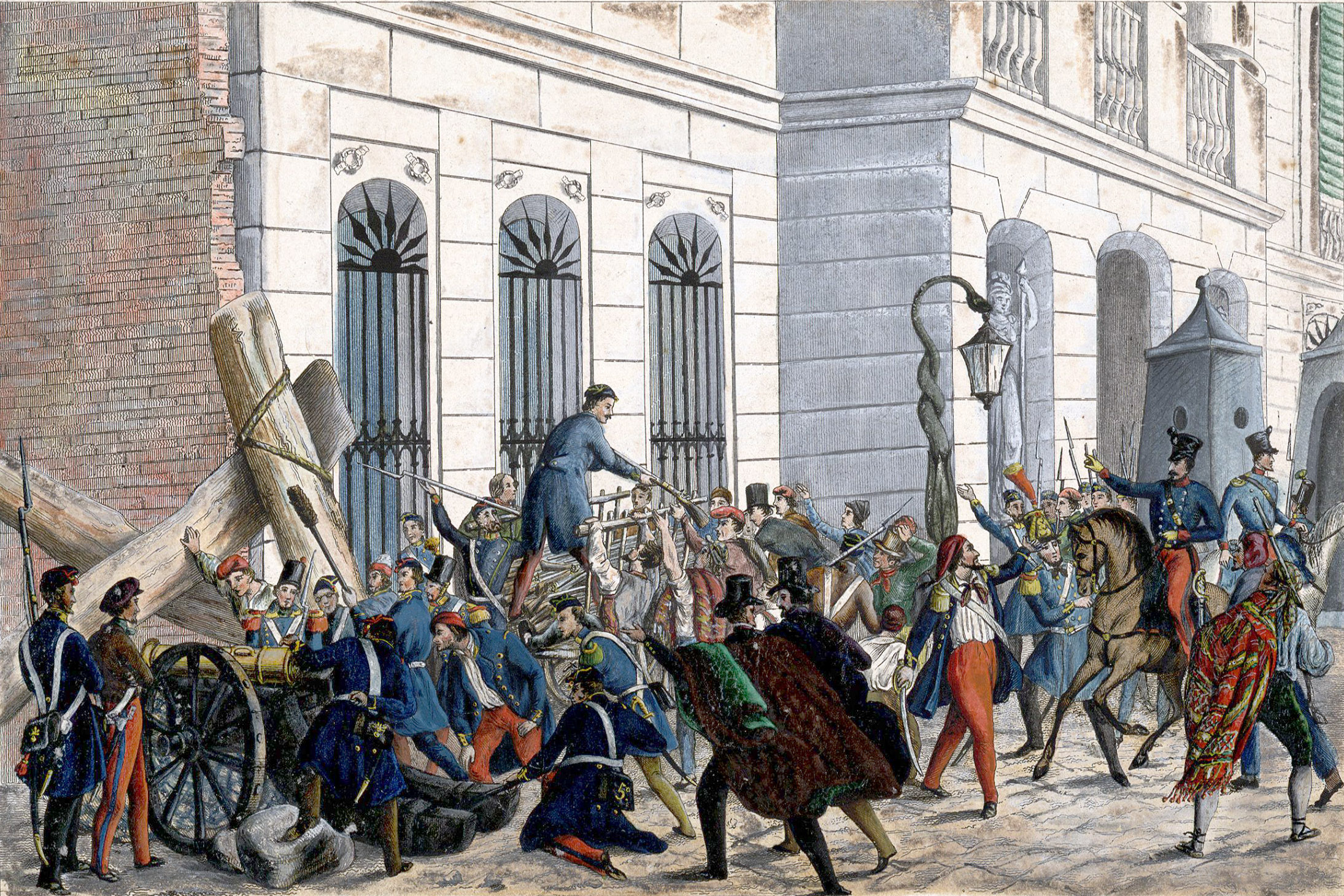
Rébellion progressive en Barcelone, 1842.

Le règne de Ferdinand VII (a régné 1808-1833) a vu plusieurs soulèvements catalans et après sa mort, le conflit sur la succession entre les absolutistes « carlistes » partisans de Carlos María Isidro et les partisans libéraux d'Isabelle II a conduit à la Première Guerre carliste, qui a duré jusqu'en 1840 et était particulièrement virulent sur le territoire catalan. La Catalogne est divisée. Les zones les plus industrialisées soutiennent le libéralisme et la bourgeoisie catalane tente de contribuer à la construction du nouvel État libéral. Comme les Basques, beaucoup de Catalans se sont battus du côté carliste, pas nécessairement parce qu'ils soutenaient la monarchie absolue, mais parce que certains d'entre eux espéraient que la restauration de l'ancien régime reviendrait à restaurer leur autonomie régionale.
La victoire des libéraux sur les absolutistes conduit à une « révolution bourgeoise » sous le règne d'Isabelle II. Le règne d'Isabelle II a été marqué par la corruption, l'inefficacité administrative, le centralisme et les tensions politiques et sociales. Les libéraux se divisent bientôt en « modérés » et en « progressistes » et en Catalogne un courant républicain commence à se développer. Aussi, inévitablement, les Catalans ont généralement favorisé une Espagne plus fédérale. Pendant le deuxième tiers du siècle, il y a eu plusieurs soulèvements progressifs à Barcelone et ailleurs, connus sous le nom de « bullangues ».
La Seconde guerre carliste (1846-1849) a eu lieu fondamentalement en Catalogne, favorisée en grande partie par le mécontentement de larges secteurs de la population par le modèle modéré de l'État libéral en cours de création à cette époque. Cela explique la collaboration des progressistes avec les carlistes en 1848, coïncidant avec les révolutions démocratiques en France et dans le reste de l'Europe.
En septembre 1868, la crise économique persistante en Espagne déclenche la révolution de septembre ou La Gloriosa, entraînant la déposition d'Isabelle II et le début du soi-disant Sexenio Democrático, les « six années démocratiques » (1868-1873). Parmi les événements les plus marquants de cette période, citons le gouvernement du général Joan Prim en tant que Premier ministre pendant le gouvernement provisoire et son assassinat, la révolte fédéraliste de 1869, l’ascension d’Amadé de Savoie au trône d’Espagne, la proclamation de la Première République, le déclenchement de la Troisième Guerre carliste et la diffusion des idées de la Première Internationale.

### Industrialisation de la Catalogne et la Renaissance

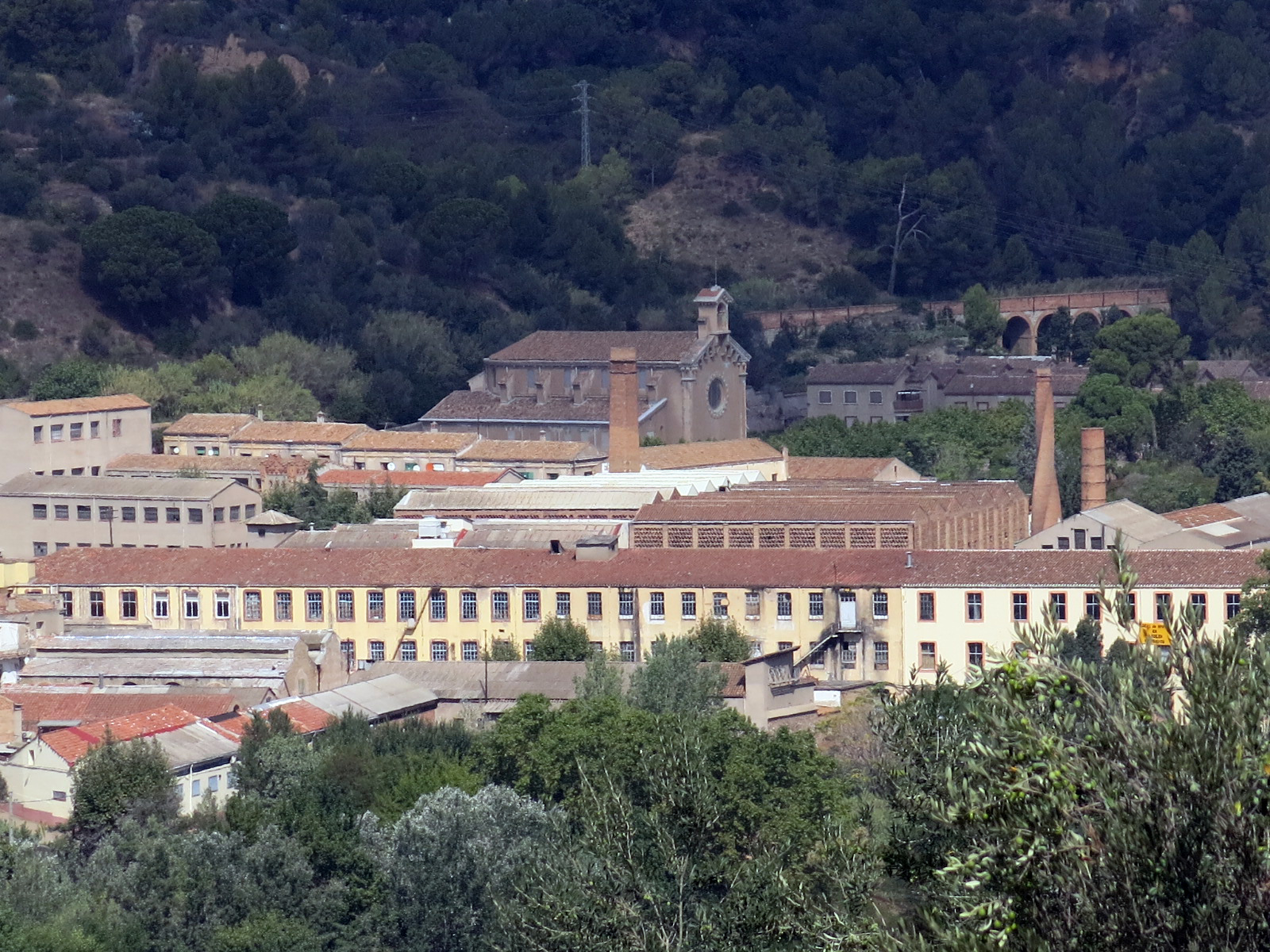
Colònia Sedó, cité ouvrière du XIXe siècle.

Le XIXe siècle est la période de la renaissance (Renaixença) de la Catalogne. S'industrialise rapidement au XIXe siècle, et entre ensuite dans l'ère industrielle avec beaucoup plus de dynamisme que la plupart des autres territoires espagnols. Le développement économique entraîne une assez forte urbanisation comme l'atteste l'extension planifiée de Barcelone (Eixample). La Catalogne a vu la première construction ferroviaire dans la péninsule Ibérique en 1848, reliant Barcelone à Mataró, construite avec capitaux privés. Ces initiatives ont partiellement profité aux zones industrielles du pays, la Catalogne, le Pays basque et plus tard les Asturies. Comme dans la plus grande partie de l'Europe, la classe ouvrière s'est transformée en un prolétariat industriel, vivant et travaillant dans des conditions souvent inhumaines.
En réponse au manque de ressources énergétiques, un grand nombre d'usines ont été installées sur les bords des fleuves lorsque l'utilisation de la turbine à eau s'est généralisée. Habituellement, les usines comprenaient une ville de compagnie; La Catalogne a une forte densité de ce type de colonies, connues localement sous le nom de colonies industrielles (colònies industrials). Ils sont surtout concentrés dans les bassins fluviaux le long du Ter et du Llobregat. Dans la comarca du Berguedà, par exemple, dans un rayon de 20 km, il y a 14 colonies. Il s'agissait de petites villes créées autour d'une usine, construites dans une zone rurale et, par conséquent, séparées de toute autre population. Ils abritaient entre 100 et 500 habitants, et dans certains cas environ 1000 personnes. Ces colonies industrielles étaient un aspect typique de l'industrialisation en Catalogne, en particulier la deuxième industrialisation, qui a conduit à l'industrialisation de certaines zones autrefois purement rurales. Ils ont été créés pour la première fois dans la seconde moitié du XIXe siècle, notamment à partir des années 1870. Les dernières colonies ont été créées dans les premières années du XXe siècle. Il y a plus de 75 colonies textiles enregistrées; bien qu'il y ait aussi des colonies minières, métallurgiques et agricoles.
Le développement économique entraîne le renouveau culturel de la Catalogne et un retour des revendications linguistiques (la Renaixença) et nationalistes qui perdurent encore de nos jours (le catalanisme). Au tournant du XXe siècle, la Catalogne est l'un des pôles de développement de l'Art nouveau, qui y prend le nom de modernisme catalan, marqué par les productions d'architectes (Antoni Gaudí, Lluís Domènech i Montaner, Josep Puig i Cadafalch), de peintres (Ramon Casas, Santiago Rusiñol), de sculpteurs (Eusebi Arnau, Josep Llimona) et de revues proches du milieu catalaniste. Cette effervescence culturelle culmine avec les expositions universelles qui se tiennent à Barcelone en 1888 puis en 1929-1930. Par la suite, d'autres acteurs majeurs de la scène artistique internationale au XXe siècle se sont formés ou se sont implantés fortement en Catalogne Le 25 mars 1892, une assemblée de 240 délégués de l’Unió Catalanista se réunit à Manresa et rédige un document appelé Bases per la constitució regional catalana, mieux connu sous le nom de Bases de Manresa, qui dresse les fondements d'une Catalogne autonome.

### La Mancommunauté de Catalogne

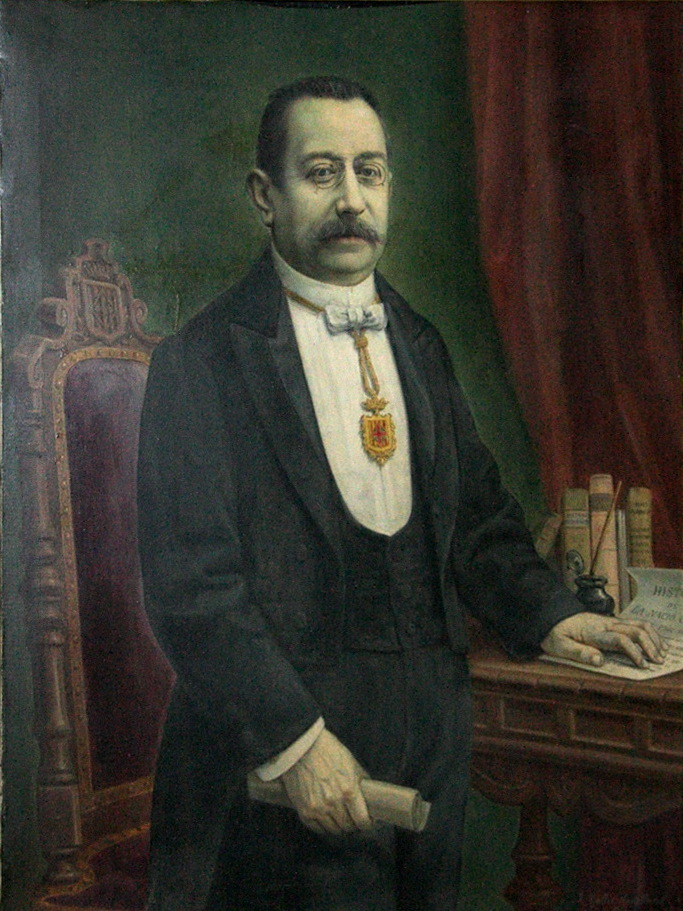
Enric Prat de la Riba.

En 1906, Enric Prat de la Riba écrit La nacionalitat catalan, ouvrage-manifeste du catalanisme politique. Son projet de réunir les quatre provinces catalanes en une seule entité se concrétise en 1914 avec la création de la Mancommunauté de Catalogne (Mancomunitat de Catalunya).
De 1914 à 1925, l'institution de la Mancommunauté de Catalogne, sans autonomie spécifique, mais avec un ambitieux programme de modernisation (bibliothèques publiques, téléphones, routes, formation professionnelle, promotion du catalan...), préfigure la future Generalitat. L'accession au pouvoir en 1923 de Miguel Primo de Rivera, qui supprime la Mancommunauté en 1925, se concrétise par un recul de l'autonomie de la Catalogne pendant sa dictature.
Au tournant du XXe siècle, le mouvement ouvrier catalan comportait trois tendances: le syndicalisme, le socialisme et l’anarchisme, qui faisaient partie de la dernière « propagande de l’acte ». Avec les Asturies, la Catalogne en général et Barcelone en particulier était un centre d’agitation syndicale radicale, marqué par de nombreuses grèves générales, des assassinats (surtout à la fin des années 1910) et la montée de l’anarchisme Confederación Nacional del Trabajo (Confédération nationale du travail, CNT). Le ressentiment croissant à l'égard de la conscription et de l'armée a atteint son point culminant lors de la Semaine tragique de Barcelone en 1909. Les anarchistes ont été actifs au début du XXe siècle et ont gagné, après une grève réussie qui a paralysé une grande partie de l'industrie de la Catalogne, la première journée de huit heures en Europe occidentale en 1919.
Pendant les dernières étapes de la dictature, Barcelone a célébré l'Exposition internationale de 1929, tandis que l'Espagne commençait à subir une crise économique causée par la politique économique du gouvernement et le Krach de Wall Street.

### La République et le premier statut d'autonomie
| |  |  |
| Gauche: Francesc Macià, premier président de la Catalogne républicaine (1931-1933). Droit: Lluís Companys, deuxième président (1933-1940), exécuté par le régime de Franco. |  |  |

Après la chute de Primo de Rivera, la gauche catalane se regroupe sous la direction du leader indépendantiste de gauche Francesc Macià, fondateur d'Estat Català, dans le parti Esquerra Republicana de Catalunya (« Gauche républicaine de Catalogne », ERC), qui représente une rupture avec l'abstentionnisme électoral qui jusqu'alors avait caractérisé les travailleurs catalans. Prônant le socialisme modéré, le républicanisme et l'autodétermination catalane, le parti remporta une victoire spectaculaire aux élections municipales du 12 avril 1931, qui précédèrent la proclamation le 14 avril de la Seconde République espagnole.
Avec la chute du roi Alphonse XIII et une heure avant la proclamation de la République à Madrid, est proclamée, par Francesc Macià, la République catalane confédérée à l'Espagne à la suite de la victoire électorale des partis catalanistes de gauche et obtient en échange, après une transaction avec le nouveau gouvernement de la République espagnole, un statut d'autonomie en 1932 qui ressuscite l'institution de la Généralité de Catalogne comme gouvernement autonome catalane.
L'adoption du statut de la Catalogne, le 9 septembre 1932, est portée au crédit du gouvernement. Manuel Azaña ne ménage pas sa peine pour faire voter par les Cortes un texte qui, tout en accordant à la Catalogne les institutions, dont la Generalitat, auxquelles elle aspire depuis un siècle, est compatible avec la Constitution espagnole. La Généralité étant tenue par Gauche républicaine de Catalogne, il s'agit d'un appoint précieux pour le gouvernement. En revanche celui-ci ne met aucun empressement à faire avancer les revendications des nationalistes basques, catholiques bon teint et tenus pour hostiles à la République, ce qui, jusqu'en 1936, est vrai dans une large mesure.
Sous la présidence du Francesc Macià (1931-1933) et Lluís Companys (1933-1940), les deux membres de la Gauche républicaine de Catalogne, la Généralité développe un programme social et culturel avancé, malgré la grave crise économique dont la République a hérité, ses répercussions sociales, la faible autonomie fiscale accordée par le Statut et les vicissitudes politiques de l’époque. Le 25 décembre 1933, Macià décéde et le Parlement de Catalogne nomme Companys comme nouveau président. Sous sa présidence, le Parlement continue de légiférer pour améliorer les conditions de vie des classes populaires et de la petite bourgeoisie, approuvant des lois comme celle sur  les contrats de cultivation. La Generalitat crée sa propre cour d’appel (catalan : Tribunal de Cassació) et assume les pouvoirs exécutifs en matière d’ordre public. Le Statut est suspendu en 1934 en raison d'un soulèvement à Barcelone, le 6 octobre de la même année. Le Président Companys proclame l'État catalan dans la République fédérale espagnole, en réponse à l'adhésion du parti nationaliste espagnol de droite CEDA (proche au fascisme allemand et autrichien) au gouvernement de la République. La répression du gouvernement central fait 107 morts et 11 blessés en 10 heures. Arrêté pour rébellion, Companys est condamné à 30 ans de réclusion.
Après la victoire électorale de la gauche aux élections générales espagnoles de février 1936 et la restauration subséquente du gouvernement de la Généralité, l'insurrection armée de juillet conduit à la guerre civile espagnole.

### La guerre civile et le régime franquiste

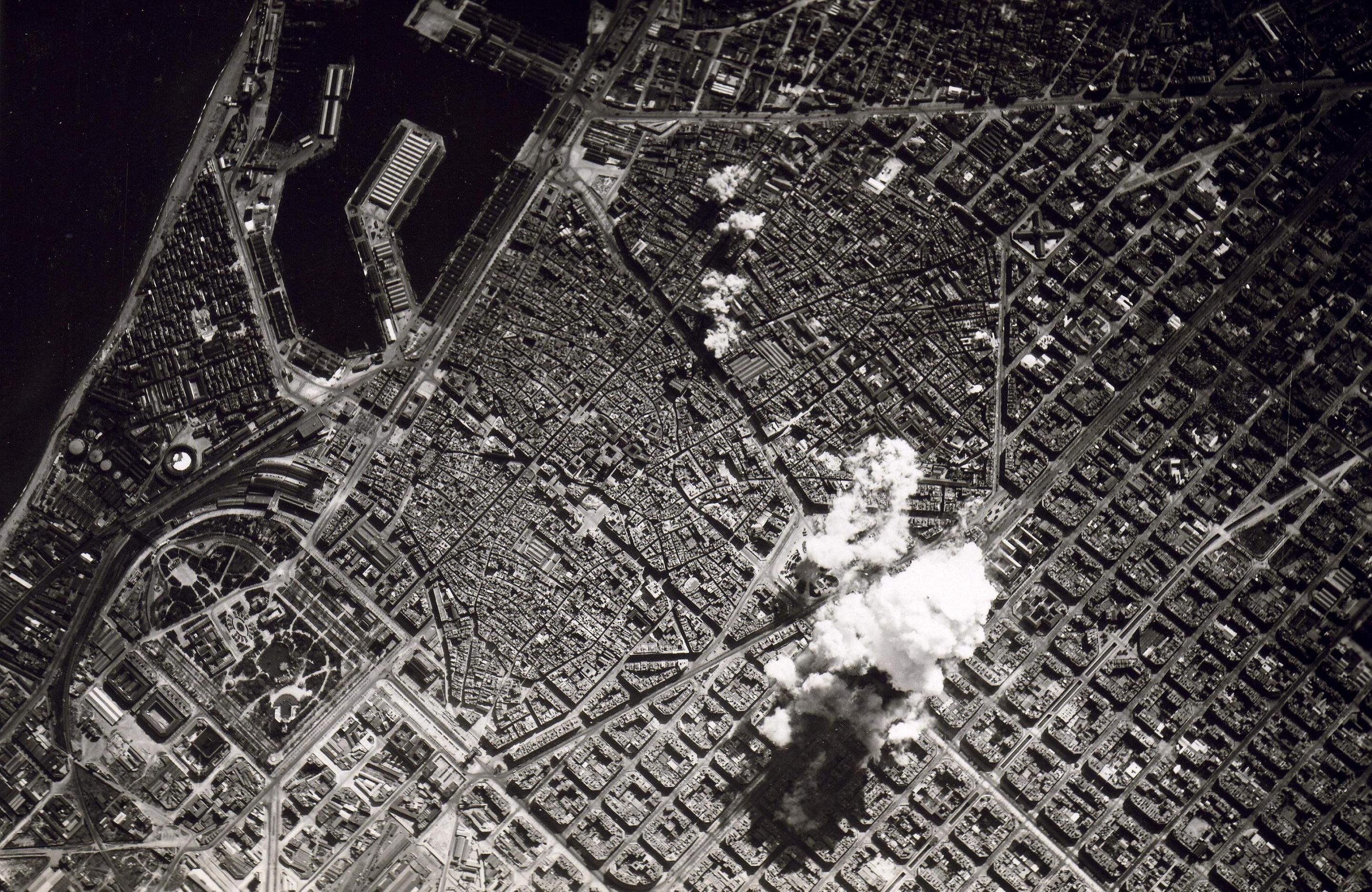
Bombardements de Barcelone de mars 1938.

La défaite de la première rébellion militaire contre le gouvernement républicain à Barcelone a placé la Catalogne fermement dans le camp républicain. Pendant la guerre, il y avait deux pouvoirs rivaux en Catalogne: le pouvoir de jure de la Généralité et le pouvoir de facto des milices populaires armées. Dans toute la Catalogne, de nombreux secteurs de l'économie sont tombés sous le contrôle de l'anarchiste CNT et des syndicats socialistes UGT, où l'autogestion des travailleurs a été mise en œuvre. Les affrontements violents entre les partis ouvriers ont abouti à la défaite du CNT-FAI et du POUM lors des Journées de mai 1937, contre lesquelles le PSUC a déclenché une forte répression. La situation locale se résorbe progressivement en faveur de la Généralité, mais parallèlement, la Généralité perd partiellement son pouvoir autonome au sein de l'Espagne républicaine.
Au cours de la guerre civile d'Espagne, la Catalogne républicaine finit par tomber aux mains des partisans du général Francisco Franco. Lluís Companys, qui fut président de la Généralité de Catalogne de 1934 à sa mort, exilé en France après la guerre civile espagnole, a été livré au régime franquiste par la Gestapo et exécuté à Montjuïc, au cri de « Per Catalunya! » (« Pour la Catalogne ! »). Sous le régime autoritaire du dictateur Francisco Franco (1939-1975), la Catalogne perdit son statut d'autonomie et le catalan fut interdit. Des livres en catalan furent brûlés, tandis que les imprimeries furent sujettes à une censure brutale. Un grand nombre d'écrivains catalans (Mercè Rodoreda, Pere Quart, Carles Riba et beaucoup d'autres) s'exilèrent. Durant au moins une décennie, le catalan ne put s'employer qu'à l'intérieur du foyer familial, même si, par exemple, la publication très limitée d'ouvrages en catalan fut autorisée à partir de 1943[réf. nécessaire]. Les années qui suivirent se caractérisèrent par une résistance culturelle d'ordre général. Le 19 mai 1960, l'interprétation du Cant de la Senyera par le public au palais de la musique catalane en présence de plusieurs ministres franquistes est l'élément central des événements du Palais de la Musique qui se soldent par la condamnation à sept ans de prison du jeune militant nationaliste Jordi Pujol. Après la Seconde Guerre mondiale, le régime franquiste permit progressivement une certaine tolérance des droits linguistiques des Catalans.
La guerre civile avait ravagé l'économie espagnole. L'infrastructure avait été endommagée, les travailleurs avaient été tués et les activités quotidiennes entravées. La reprise économique a été très lente et ce n'est que dans la seconde moitié des années 1950 que l'économie de la Catalogne a atteint les niveaux d'avant-guerre de 1936. Après une période initiale où l'Espagne a tenté de construire une autarcie dans laquelle l'économie amélioré peu, le régime de Franco a changé sa politique économique en 1959 et, dans les années 1960 et au début des années 1970, l'économie est entrée dans une période d'expansion économique rapide connue sous le nom de miracle espagnol. La bourgeoisie industrielle catalane prospéra en collaborant avec le régime franquistequi y établit de nombreux centres industriels comme les usines SEAT ou plusieurs entreprises agro-alimentaires . Les entreprises internationales ont établi leurs usines en Espagne: les salaires étaient relativement bas, les grèves étaient interdites, la santé au travail ou la réglementation réelle étaient inconnues et l'Espagne était pratiquement un marché vierge. La période a été marquée par la modernisation de l'agriculture, l'expansion massive de l'industrie et le début du tourisme de masse, qui s'est concentré sur la côte (Costa Brava à Gérone et Costa Daurada à Tarragone). Avec l'expansion de l'industrie en Catalogne, les travailleurs ont quitté les zones rurales d'Espagne pour travailler à Barcelone et ses environs, faisant d'elle l'une des plus grandes zones métropolitaines industrielles d'Europe. L'opposition de secteurs ouvriers à Franco a commencé à apparaître, généralement clandestinement, notamment sous la forme de « Commissions ouvrières », d'un retour à l'organisation syndicale et de la renaissance du PSUC, alors que les protestations des étudiants sont devenues fréquentes. Dans les années 1970, les forces démocratiques se sont réunies sous la bannière de l’Assemblée de Catalogne, réclamant la liberté politique et sociale, l’amnistie des politiques, le rétablissement de l’autonomie de la Catalogne et la collaboration avec les forces démocratiques du reste de l'Espagne,. Parallèlement, de nombreuses personnalités catalanes doivent leur ascension au franquisme, comme Juan Antonio Samaranch,  secrétaire aux sports et président de la députation catalane qui, en tant que président du Comité international olympique, jouera un rôle essentiel dans la désignation de Barcelone comme siège des Jeux Olympiques d'été de 1992.

### Le rétablissement de la Généralité et le2estatutd'autonomie

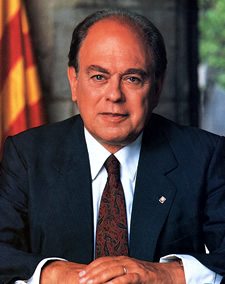
Jordi Pujol i Soley, président de la Généralité (1980–2003).

Après la mort de Franco, la Généralité de Catalogne est rétablie en 1977 avec le retour d'exil de son président Josep Tarradellas. Celui-ci occupe le poste par intérim jusqu'aux élections de 1980. La transition démocratique permet l'expression libre des idées indépendantistes et la restauration d'institutions autonomes.
La Constitution espagnole de 1978 accorde à la Catalogne une autonomie politique et rétablit le Parlement catalan. Depuis lors, la Catalogne est devenue une communauté autonome avec la considération de nationalité au sein de l'Espagne. En 1982-1983, en lien avec le coup d’État un an auparavant, une loi, la LOAPA, limitera le développement des communautés autonomes.
La politique linguistique catalane est axée sur la normalisation du catalan et sur sa promotion dans un contexte de bilinguisme imposé par l'État. La politique linguistique actuelle s'applique aussi sur une petite minorité, les Aranais du val d'Aran, au nord-ouest de la Catalogne, qui parlent l'occitan dans sa variété gasconne et dont les droits linguistiques sont reconnus et respectés.
Els Segadors est officiellement l'hymne national de la Catalogne depuis 1993.
Jordi Pujol est le fondateur en 1974 du parti politique Convergència Democràtica de Catalunya (CDC) ; il en assure le Secrétariat général. Il veut promouvoir les droits nationaux des Catalans et créer des structures économiques et financières suffisantes pour assurer le développement de la Communauté autonome. Lors des élections générales de mars 1979, à la tête de la fédération centriste et autonomiste, CiU (« Convergència i Unió », Convergence et Union), il est nommé ministre (conseller) de la Généralité de Catalogne. En mai 1980, il devient le président de la Généralité de Catalogne, chef du gouvernement autonome de la région.
Il sera investi président par le Parlement de Catalogne à 6 reprises, d'abord à la majorité absolue des sièges en 1984, 1988 et 1992, puis lors des élections anticipées de 1995 et 1999 à la majorité simple. Après 23 ans au pouvoir, il se retire progressivement de la vie politique après les élections de 2003, qui voient l'accession du socialiste Pasqual Maragall à la présidence catalane.
Les élections de 2003 voient l'accession du socialiste Pasqual Maragall (Partit dels Socialistes de Catalunya, PSC) à la présidence catalane. Il gouverne avec Esquerra Republicana de Catalunya (ERC) et Iniciativa per Catalunya Verds-Esquerra Unida i Alternativa (ICV-EUiA), coalition qui dépasse le nombre de sièges de CiU.
Le 16 septembre 2005, l’Internet Corporation for Assigned Names and Numbers approuva officiellement le .cat, le premier domaine pour une communauté linguistique.
En 2006, après un référendum au mois de juin, un 3e statut d'autonomie devait être adopté, mais la Cour constitutionnelle l'annule. Ce geste inaugure une nouvelle étape, le processus d'indépendance que vit la Catalogne depuis lors et qui devrait aboutir en la consultation du 9 novembre 2014.

### 3estatutd’autonomie et mouvement social pour l’indépendance de la Catalogne (2006-2010)

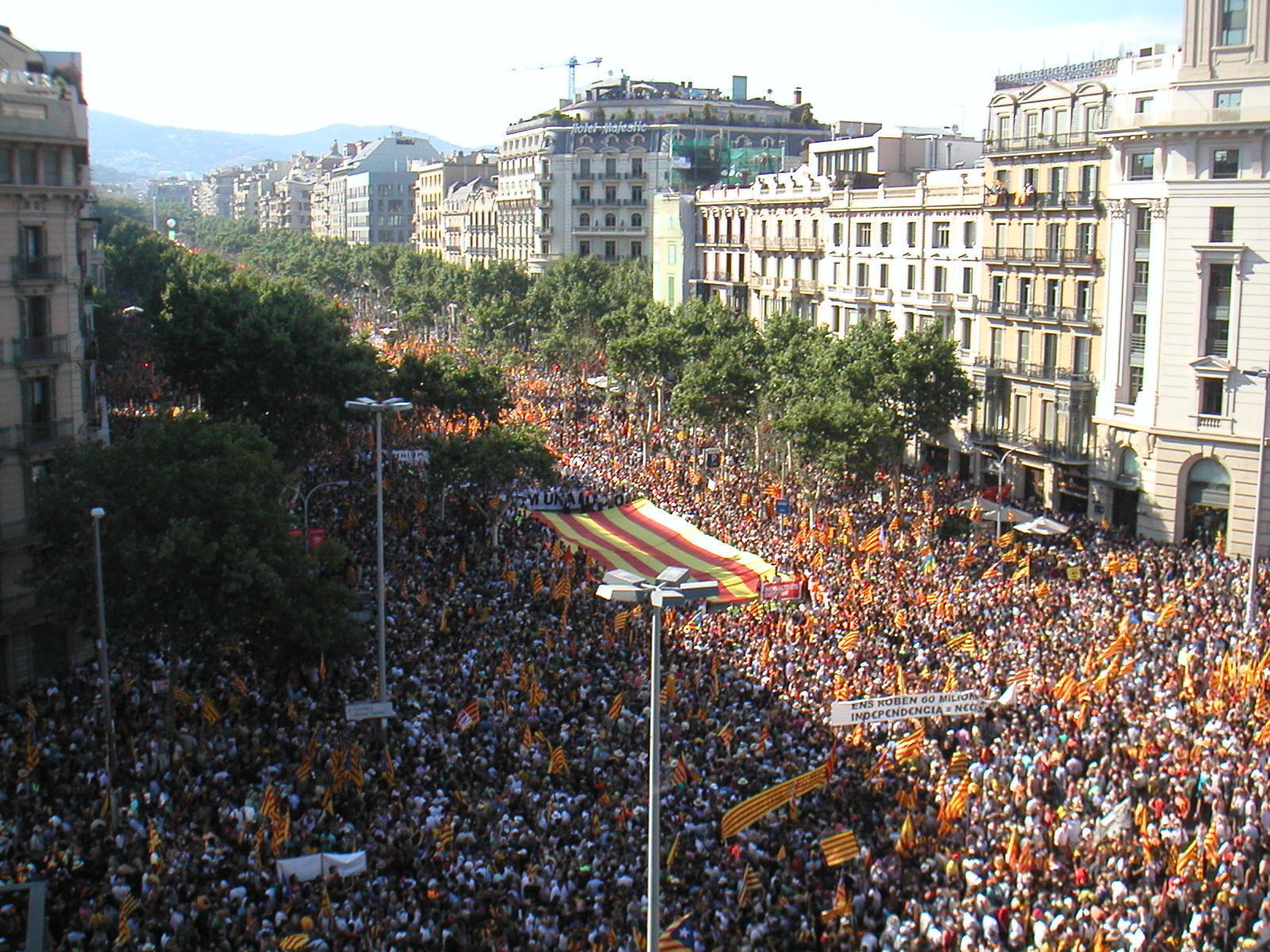
Manifestation indépendantiste en 2010 à Barcelone.

Drapeau indépendantiste catalan.

Le gouvernement de coalition composé de trois partis (« tripartit ») entame le processus d'élaboration d’un nouveau statut d'autonomie de la CA, statut resté inchangé pendant 25 ans. Après d'âpres discussions, il est approuvé par le Parlement de Catalogne le 30 septembre 2005. La proposition du nouveau statut est ensuite présentée au Parlement espagnol. Malgré l'engagement pris par le président du gouvernement de l’État espagnol, le socialiste José Luis Rodriguez Zapatero (PSOE), de l’accepter en l’état, le statut est substantiellement modifié. Il est approuvé par le Parlement espagnol sous cette nouvelle forme au printemps 2006 et adopté en Catalogne par référendum le 18 juin 2006. L’association Plateforme pour le droit à décider est créée fin 2005 et deux grandes manifestations sont convoquées en 2005 et 2006, avec plus de 500 000 participants. Un grand mécontentement se manifeste ainsi devant les reculs que supposent les modifications du statut. L’impossibilité de négocier avec Madrid des améliorations, pourtant accordées au préalable par consensus, met en évidence le processus de recentralisation de l’État initié depuis les années 1990 par les gouvernements espagnols qu’ils soient de droite ou de gauche. Ce mouvement s’accompagne du développement de l’indépendantisme.
Des élections catalanes suivent ces événements politiques et sociaux, le 8 novembre 2006. Elles sont à nouveau remportées par CiU mais les trois partis PSC, ERC et ICV reforment une coalition. José Montilla (PSC) devient Président de la Generalitat de Catalunya. Parmi les lois approuvées sous ce second « tripartit » on peut noter la loi pour l'éradication de la violence sexiste et la loi des services sociaux.
En 2009, le mouvement social indépendantiste et favorable à l’autodétermination organise un referendum non officiel à Arenys de Munt, ville du Maresme. Malgré l’opposition du gouvernement espagnol, le mouvement organise des centaines de consultations dont une à Barcelone en 2011. Au total presque un million de personnes se sont exprimées dans les urnes ; une grande majorité en faveur de l’indépendance de la Catalogne (N).
Entretemps, une grande manifestation est organisée le 10 juillet 2010 par plusieurs organisations civiques de la région. Elle fait suite à l’arrêt de la Cour constitutionnelle espagnole défavorable au modèle d’immersion linguistique en catalan. En place depuis les années 1980, ce modèle est déclaré anticonstitutionnel. Une mobilisation à Bruxelles a également lieu.
Les élections du 28 novembre 2010 voient le PSC et l’ERC perdre des députés. La coalition des trois partis devient difficile à reconduire.

### Le chemin vers l’autodétermination et la présidence d'Artur Mas (2010-2016)

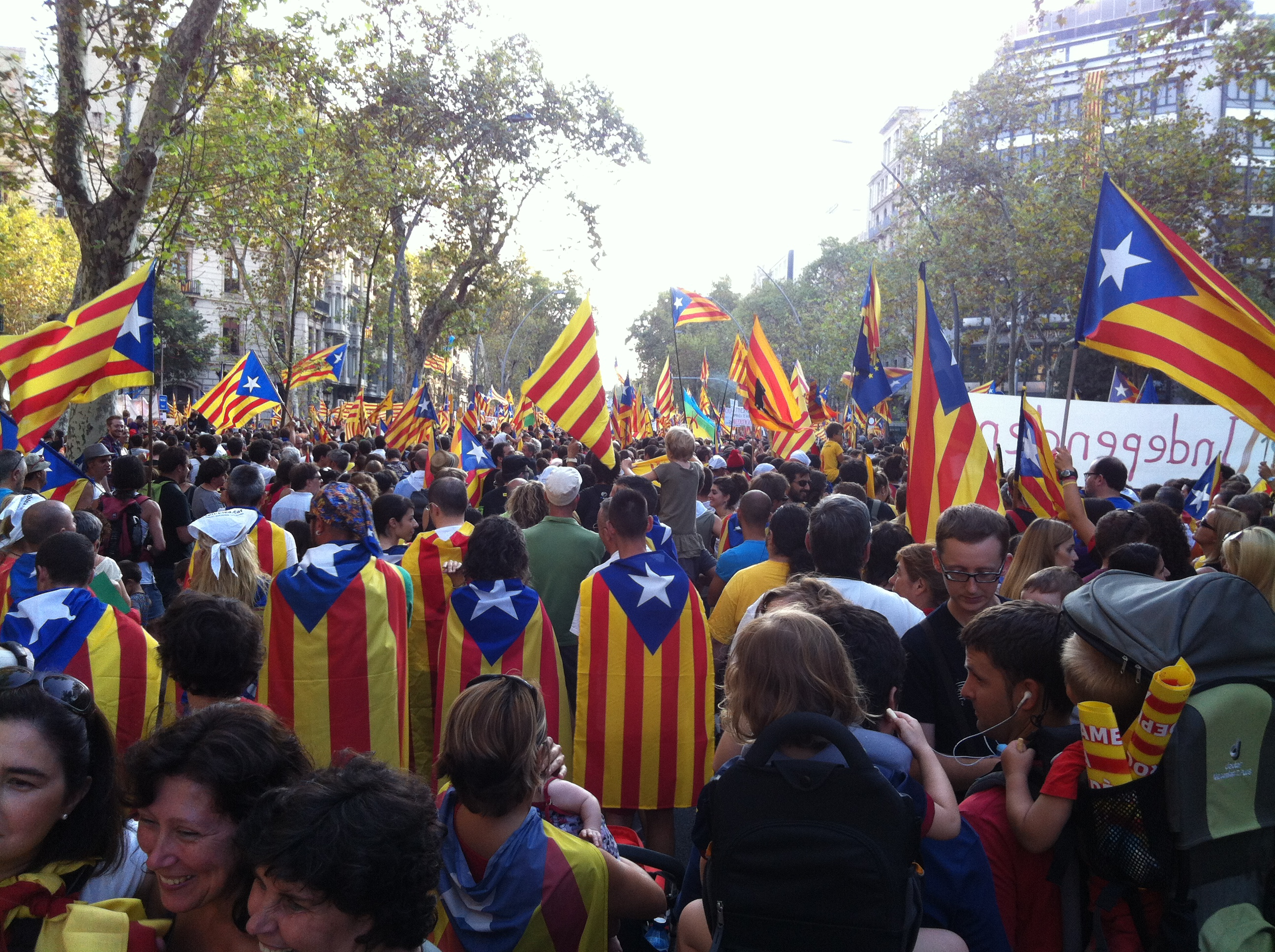
Manifestation indépendantiste à la fête nationale de la Catalogne en 2012 à Barcelone.

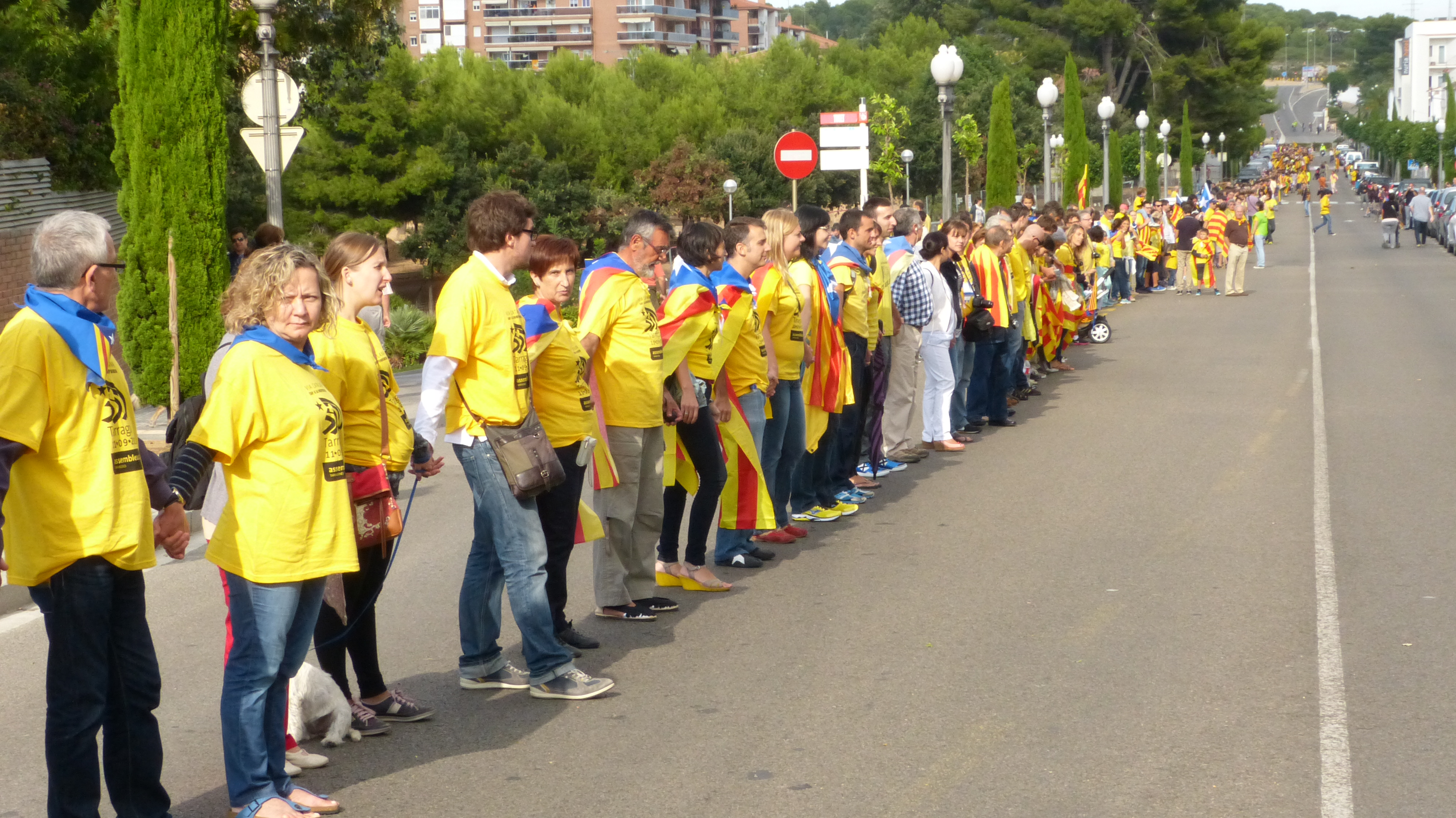
« Voie catalane vers l'indépendance » le 11 septembre 2013.

Investi Président de la Generalitat le 23 décembre 2010, Artur Mas revendique un nouveau modèle de financement pour la Catalogne, inspiré de ceux du Pays basque et de la Navarre. Il évoque également l’idée d’une transition nationale de la Catalogne, unitaire et basée sur le droit à décider.
En février 2011, Mas obtient le règlement par l’État de sa dette envers la CA catalane de 759 millions d'euros, mais José Luis Rodríguez Zapatero exige des coupes budgétaires supérieures à 10%. Ceci débouche sur d'importantes restrictions, la création de nouvelles taxes, l’augmentation des droits d’inscription universitaires, etc.
Créée début 2012, l’association Assemblée nationale catalane (ANC) organise la manifestation du 11 septembre 2012. Favorable à l’indépendance de la Catalogne, elle réunit près de deux millions de participants selon les organisateurs, un million et demi selon la police. Face au refus par le nouveau président de droite du gouvernement espagnol, Mariano Rajoy (Parti populaire), de négocier la proposition d’un « pacte fiscal » approuvé par le Parlement catalan cette même année et face au mouvement social, Artur Mas se positionne progressivement en faveur du projet d'un État indépendant pour la Catalogne et convoque des élections anticipées le 25 novembre 2012. Elles ont comme éléments centraux le débat sur l'autodétermination et l’indépendance. La participation est de 70 % de l'électorat. Premier parti, CiU doit toutefois négocier un certain accord de gouvernement avec ERC, grande gagnante des élections, deuxième force politique pour la première fois de l'histoire postfranquiste. Cette formation proposait la célébration d’un référendum d'autodétermination en 2014.
Artur Mas est investi président de la Generalitat de Catalunya pour la seconde fois fin 2012. Après l’organisation par l’ANC de la Voie catalane, une chaîne humaine d'entre 1,6 et 2 millions de personnes qui se sont donné la main tout au long de 400 km du pays le 11 septembre 2013, le président de la Generalitat Artur Mas annonce en accord avec 5 des 7 partis du Parlement de la Catalogne la double question et la date pour le référendum d’autodétermination en décembre 2013 : « Souhaitez-vous que la Catalogne devienne un État ? Et dans l'affirmative, souhaitez-vous que cet État soit indépendant ? ». La consultation est prévue pour le 9 novembre 2014. Le gouvernement espagnol refuse d’utiliser un des articles de la Constitution permettant de l'autoriser, l’opposition socialiste ne la soutient pas non plus. Le gouvernement catalan étudie actuellement d’autres possibilités juridiques dont la possibilité de faire une consultation telle que prévue dans le statut de 2006, approuvé par le Parlement espagnol.

## L'indépendantisme et la crise politique (2017-)

### Le référendum du 1-O (1eroctobre 2017)
Carles Puigdemont a été élu président du gouvernement catalan à la tête d'une coalition le 12 janvier 2016. Au Parlement cette coalition est majoritaire en sièges, mais pas en voix aux élections. Le mouvement indépendantiste grandissant[réf. nécessaire], la coalition nationaliste a organisé un référendum jugé illégal par la Cour constitutionnelle espagnole.
Le 1er octobre 2017, les électeurs catalans sont invités aux urnes par le Parlement de la Generalitat de Catalunya pour s'exprimer sur l'indépendance ou non de la Catalogne à la suite d'une loi votée par ce même parlement le 6 septembre 2016.
Le gouvernement de Mariano Rajoy saisit aussitôt le Conseil constitutionnel d'Espagne, car ce référendum viole huit articles de la Constitution ; la loi l'autorisant sera suspendue et le référendum jugé illégal.
De ce fait, la police espagnole saisit 10 millions de bulletins de vote ainsi que les convocations pour les assesseurs les 19 et 20 septembre 2017 ; la police tentera de mettre la main sur les urnes avant le scrutin, mais celles-ci sont cachées, notamment chez des habitants de la commune française d’Elne (Pyrénées-Orientales)[réf. nécessaire].
Le jour du référendum, la police nationale espagnole et la Guardia Civil empêchent le scrutin. Des images de violences policières circulent. Plus de 900 personnes seront légèrement blessées durant cette journée.
Les résultats du référendum sont les suivants :
| Oui                             | Non   | Votes Blancs | Total |
| ------------------------------- | ----- | ------------ | ----- |
| 90,18%                          | 7,83% | 1,99%        | 100%  |
| 43,03% de taux de participation |       |              |       |

Ces résultats sont réfutés dans les deux camps : les conservateurs estiment que la participation n'est pas assez élevée pour être significative ; de l'autre côté, les indépendantistes estiment que la police aurait tout fait pour empêcher les citoyens de voter, et de ce fait, estiment que les résultats sont significatifs. De plus, 770 000 bulletins auraient été détruits par la police espagnole juste après le scrutin.
La liste des électeurs catalans n’étant aucunement officielle mais en fonction d’inscriptions volontaires voire facultatives, de nombreux soupçons de fraude et autres irrégularités ont pu être relevés sans aucune vérification, étant donné que ce référendum n’était pas officiel et que les organisateurs n'avaient eux-mêmes pas accès aux listes électorales.
Le dimanche suivant entre 350 000 et 950 000 Catalans espagnols (selon les sources), autoproclamés « la majorité silencieuse », défilent dans les rues de Barcelone pour affirmer leur attachement à l'unité espagnole. Le prix Nobel de littérature Mario Vargas Llosa appuie ce rassemblement.
Le 27 octobre 2017, le Parlement de Catalogne vote une motion proclamant la République catalane. C'est une déclaration unilatérale d'indépendance.

### Élections au Parlement et émergence de Quim Torra
En décembre 2017, Quim Torra est élu député au Parlement de Catalogne pour la coalition Ensemble pour la Catalogne, puis investi président de la généralité le 14 mai 2018 après un discours à forte tonalité indépendantiste. Il est assermenté trois jours plus tard.

## Origine du drapeau catalan

Emblème officiel de la Généralité de Catalogne, adopté en 1932.

Les Barres catalanes forment l'un des plus anciens drapeaux d'Europe, dont l'origine demeure légendaire et remonte au IXe siècle.
Il existe une légende qui raconte qu'au cours d'un combat contre les Normands, l'Empereur franc Louis le Pieux demanda à son vassal le comte de Barcelone Guifred el Pelut de lui venir en aide avec son armée. Après un rude combat qui vit la victoire franque, le comte de Barcelone fut gravement blessé. L'empereur franc, pour immortaliser la bravoure du comte catalan, trempa sa main dans le sang de son vassal et marqua de ses doigts le bouclier, faisant 4 traces rouges.
Pourtant c'est bien en 1125 au moment du mariage de Douce de Provence avec Raimond-Bérenger III de Barcelone que le comte de Barcelone reçu le drapeau de la Provence rouge et or à quatre pals de gueule verticaux, venant des armes de l'ancien royaume d'Arles. Ce drapeau de Provence sang et or est le plus ancien sceau portant ces armoiries conservé aux archives départementales des Bouches-du-Rhône en France. Cependant la Provence et la Catalogne ayant le même drapeau cela devint difficile de pouvoir distinguer les armées de l'une ou de l'autre, le comte de Barcelone changea les pals de gueule et les mit horizontaux comme on peut le constater encore aujourd'hui et la Provence a gardé son drapeau aux pals verticaux. Ce drapeau perdure dans le temps en Catalogne ; il connaît un vrai renouveau avec le retour de la démocratie en 1975 et lors de l'établissement d'une certaine autonomie régionale de la Catalogne (en Espagne) en 1977.

### Histoire

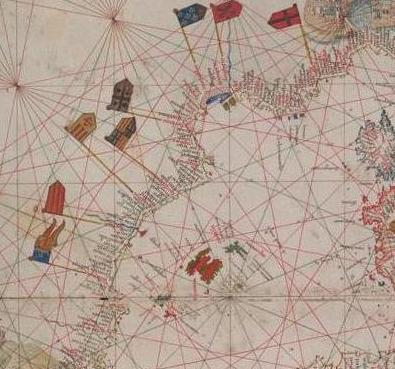
Drapeau catalan dans un atlas géographique du XVe siècle.

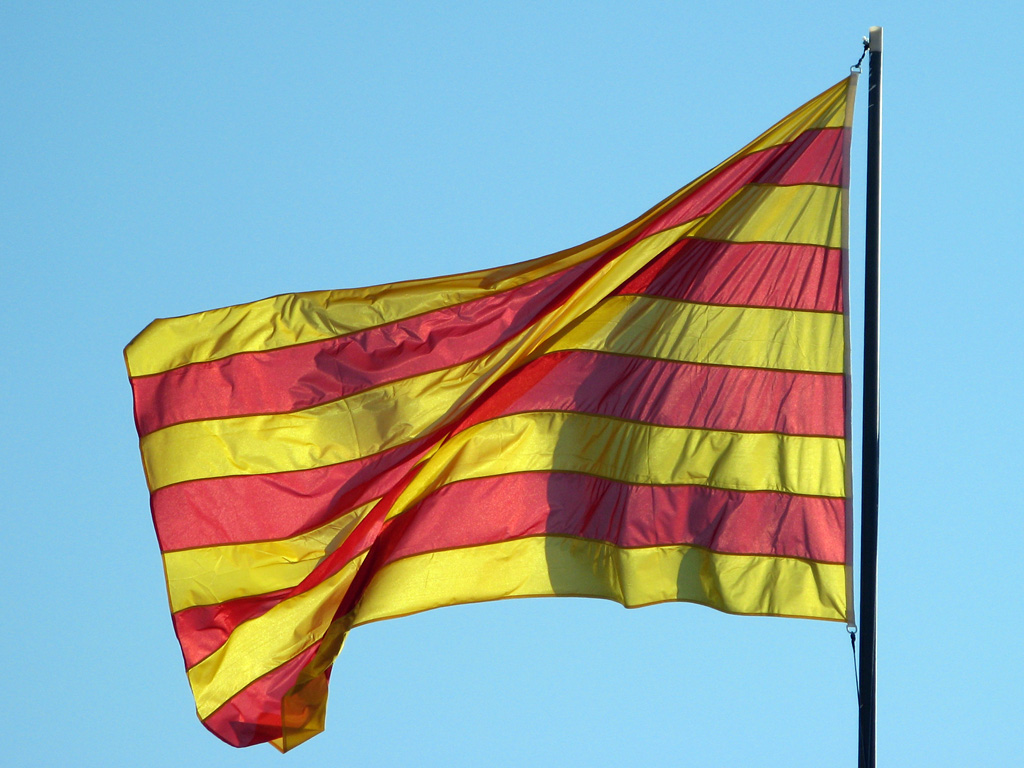
Le drapeau de la Catalogne est un symbole national catalan.

Le drapeau de la Catalogne, connu populairement en catalan comme la senyera, est le drapeau traditionnel de quatre bandes horizontales de couleur rouge sur fond or, les anciennes couleurs du blason de la maison de Barcelone (le comte Guifred le Velu et son lignage masculin), et puis du blason de Catalogne et de la couronne d'Aragon. Il est officiel depuis 1979.
Par loi, il doit être présent sur tous les bâtiments publics et lors de tous les actes officiels en Catalogne (article 8.2 du statut d'autonomie de la Catalogne).
Il est l'un des plus anciens drapeaux d'Europe, dont l'origine vient de la Provence. Il est devenu le blason des comtes de Barcelone, l'un des plus anciens d'Europe sur tissu,. Il a été adopté par leurs descendants, les comtes de Foix et les rois de la couronne d'Aragon au XIIe siècle, et les rois de Majorque au XIIIe siècle.
Au XIIIe siècle, à partir du roi Jacques Ier, le drapeau est connu sous le nom de « drapeau royal » (bandera reial) et de Senyera Reial (ca). Dans les chroniques médiévales de Bernat Desclot et de Ramon Muntaner il est nommé senyera des rois d'Aragon et dès la fin du XIVe siècle apparaît, en plus, le nom « drapeau » (en catalan bandera) de la Catalogne.
Au XIXe siècle, le mouvement culturel romantique catalan de la Renaixença le réaffirme comme drapeau national de la Catalogne. Il a été le drapeau officiel de la Catalogne de 1932, avec le statut d'autonomie de 1932 (Estatut de Núria), à la fin de la guerre d'Espagne, gagnée par les fascistes espagnols qui commencent une dictature où les symboles catalans sont interdits. À la fin de la dictature, avec le nouveau statut d'autonomie catalan, en 1979 il redevient le drapeau officiel à nouveau, jusqu'à nos jours.
Au XXe siècle apparaît une variante symbolisant plus particulièrement l'aspiration à l'indépendance, l’Estelada (littéralement, « l'étoilée »). C'est un drapeau catalan auquel est ajoutée une étoile dans un triangle.

#### Ouvrages de référence
- Balaguer, Víctor. Historia de Cataluña. (II vols., Madrid, 1886, &c.)
- Bori y Fontesta, A. Historia de Cataluña. (Barcelona, 1898)
- Reig i Vilardell, J. Colecció de monografies de Catalunya. (Barcelona, 1890–93)
- Balari y Jovany, J. Orígines históricos de Cataluña. Establecimiento Tipográfico de Hijos de Jaime Jesús (Barcelona, 1899)
- Soldevila, Ferran. Història de Catalunya. (III vols., Barcelona, 1934-1935)  (ISBN 978-84-8415-434-1)
- Jean Villanove a écrit l'histoire populaire des Catalans de la Catalogne Nord en 3 tomes. Jean Villanove, Histoire populaire des Catalans : et plus particulièrement du Roussillon, du Vallespir, du Conflent et de la Cerdagne, t. 3 tomes, Perpignan, Sofreix, 1980, 339, 326 et 478 :
  - T 1 : des origines au XVe siècle,
  - T 2 : du XVIe siècle à 1714,
  - T 3 : de 1714 à nos jours (édition en 1981).
- Vilar, Pierre (director). Història de Catalunya. Edicions 62 (1987)  (ISBN 84-297-2601-2)
- Llorens, Montserrat, Ortega, Rosa et Roig, Joan. Història de Catalunya. Ed. Vicens Vives (1993)  (ISBN 84-316-2624-0)
- Hernández, Xavier. Història de Catalunya. Rafael Dalmau, editor (2006)  (ISBN 978-84-232-0696-4)
- (ca) Josep Fontana, La formació d'una identitat. Una història de Catalunya, Ed. Eumo, 2014, 320 p. (ISBN 9788497665261)

#### Culture
- Riquer, Martí de. Història de la Literatura Catalana. Edicions Ariel (Barcelona, 1964)
- Terry, Arthur. A Companion to Catalan Literature. Woodbridge, Suffolk, U.K. / Rochester, N.Y.: Tamesis (2003)
- AA.VV. Història de l'art català. Edicions 62 (Barcelona, 2005)  (ISBN 84-297-1997-0)

#### Préhistoire et antiquité
- Carbonell i Roura, Eduald. El complex del pleistocè mitjà del Puig d'en Roca. CSIC (1998)  (ISBN 8400067568)
- Alonso Tejada, Anna et Grimal Navarro, Alexandre. L'Art Rupestre del Cogul. Primeres imatges humanes a Catalunya. Pagès Editors (Lleida, 2007)  (ISBN 978-84-9779-593-7)

#### Moyen Âge et époque moderne
- Vilar, Pierre. La Catalogne dans l'Espagne moderne. Recherches sur les fondements économiques des structures nationales (III vols., Paris, 1962)
- Eliott, John. The revolt of the Catalans: a study in the decline of Spain (1598–1640) (Cambridge University Press, 1963)  (ISBN 0-521-27890-2)
- Serra, Eva. La guerra dels segadors. Ed. Bruguera (Barcelona, 1966)
- Bisson, Thomas Noël. The Medieval Crown of Aragon: a short history (1991)  (ISBN 0-19-820236-9)
- (ca) Víctor Ferro, El Dret Públic Català. Les Institucions a Catalunya fins al Decret de Nova Planta, Ed. Eumo, 1996, 606 p. (ISBN 84-7602-203-4)
- Bisson, Thomas Noël. Tormented voices. Power, crisis and humanity in rural Catalonia 1140–1200. (Harvard University Press, 1998)
- (es) José Angel Sesma Muñoz, La Corona de Aragón. Una introducción crítica, Saragosse, Caja de la Inmaculada, 2000, 183 p. (ISBN 84-95306-80-8)
- (ca) Josep M. Salrach, Catalunya a la fi del primer mil.lenni., Ed. Eumo, 2004 (ISBN 9788497660938)
- Torres i Sans, Xavier. Naciones sin nacionalismo. Cataluña en la monarquía hispánica. Publicacions de la Universitat de València (2008)  (ISBN 978-84-370-7263-0)
- Capdeferro, Josep et Serra, Eva. La defensa de les constitucions de Catalunya: el Tribunal de Contrafaccions (1702-1713). Generalitat de Catalunya. Departament de Justícia (2014)  (ISBN 978-84-393-9203-3)
- Marti, Ramon, « L’organisation territoriale en Catalogne entre Antiquité et Féodalité », dans Annales du Midi, 2009, tome 121, no 266, p. 177-197 (lire en ligne)
- (ca) Stefano Maria Cingolani, La formació nacional de Catalunya i el fet identitari dels catalans (785-1410), Barcelone, Generalitat de Catalunya, 2015, 313 p. (ISBN 978-84-393-9259-0)

#### Époque contemporaine
- Vicens Vives, Jaume. Els catalans en el segle XIX. Ed. Teide (Barcelona, 1958)
- Sobrequés i Callicó, Jaume. Catalunya i la Segona República. Edicions d'Ara (Barcelona, 1983)  (ISBN 84-248-0793-6)
- Nadal i Oller, Jordi. Història econòmica de la Catalunya contemporània: S. XIX La formació d'una societat industrial. Enciclopèdia Catalana (1994)  (ISBN 8477390509)
- Benet, Josep. L'intent franquista de genocidi cultural contra Catalunya. Ed. l'Abadia de Montserrat (1995)  (ISBN 9788498831269)
- Maluquer de Motes, Jordi. Història econòmica de Catalunya. Segles XIX i XX. Edicions 62 (Barcelona, 1998)  (ISBN 978-84-8256-598-9)
- Balcells, A. et Sabater, J. La Mancomunitat de Catalunya i l'autonomia. Ed. Proa (Barcelona, 1996)  (ISBN 9788472833296)
- Figueres, Josep M. Història contemporània de Catalunya. Editorial UOC (2003)  (ISBN 8483187736)
- Roglan, Joaquim. 14 d'abril: la Catalunya republicana (1931-1939). Cossetània Edicions (2006)  (ISBN 8497912039)
- López, Manel. Els fets del 6 d'octubre de 1934. Ed. Base (2013)  (ISBN 978-84-15711-17-9)

#### Historiographie
- Millàs i Vallicrosa, Josep Maria. Textos dels historiadors àrabs referents a la Catalunya Carolingia. Institut d'Estudis Catalans (1987)  (ISBN 84-7283-117-5)
- Simon i Tarrés, Antoni (director). Diccionari enciclopèdic d’historiografia catalana. (2003)
- Cingolani, Stefano Maria. Seguir les Vestígies dels Antecessors». Llinatge, Reialesa i Historiografia a Catalunya des de Ramon Berenguer IV a Pere II (1131-1285). Anuario de Estudios Medievales (2006) ISSN 0066-5061
- (ca) Vicent Baydal et Cristian Palomo (coord), Pseudohistòria contra Catalunya. De l'espanyolisme a la Nova Història, Ed. Eumo, 2020, 460 p. (ISBN 978-84-9766-689-3)